# 伊東ゆかり
伊東 ゆかり（いとう ゆかり、1947年〈昭和22年〉4月6日 - ）は、日本の歌手、女優。 本名：伊東 信子（いとう のぶこ）。
東京都品川区出身。父親は沖縄県出身。関東学園女子高等学校（現・関東国際高等学校）卒業中退。1960年代から1970年代に掛けて一世を風靡した和製ポップス歌手の一人。歌手として音楽番組への出演やコンサート活動のほか、女優業もおこなう。

## 略歴
幼少期から進駐軍キャンプで唄い始め、11歳のとき（1958年6月）「かたみの十字架／クワイ河マーチ（映画『戦場にかける橋』テーマソング」）でキングレコードより本格デビュー。
その後、一時芸能活動を休止するが、渡辺プロダクションに移籍し活動を再開。ポップスを得意とした中尾ミエ、園まりと三人で “スパーク3人娘” を結成。『シャボン玉ホリデー』（日本テレビ）や『歌え!一億』（フジテレビ）に出演し、知名度を全国区にした。1967年にリリースした「小指の想い出」は爆発的なヒットとなり、その後も長く歌い継がれている。その後も「恋のしずく」「星を見ないで」「朝のくちづけ」「知らなかったの」等と、立て続けにヒット曲を飛ばした。この頃、巨人軍選手の柴田勲との交際が話題となり、一時は柴田との結婚話まで浮上した（詳細は柴田勲#交友を参照）。1969年には映画『愛するあした』に主演、同年第20回NHK紅白歌合戦（NHK総合・ラジオ第1、#NHK紅白歌合戦出場歴参照）の紅組司会を務めた。
1970年、シングル「結婚」を最後に渡辺プロダクションから独立。1971年に「誰も知らない」がヒットするものの、大手プロダクションの後ろ盾を失った厳しさや、結婚・出産・離婚の経験。さらには “スパーク3人娘” の自然解散や “新三人娘”・“花の中三トリオ” 等の後輩歌手が台頭してきたために、その後は一時的に低迷する。しかし、1977年から1981年までメイン司会を務めたTBSの音楽番組『サウンド・イン"S"』が一つの転機となり、“大人の歌手” として再評価されるようになる。この番組は彼女が得意とする洋楽を中心とした構成で、時には自らもゲストとデュエットしつつ、エンディングで世良譲のピアノにのせスタンダード・ナンバーを歌い上げていた。同番組は2007年までCS放送のTBSチャンネルで再放送された。
この他にも単独での出演のほか、近年は上記の “スパーク3人娘” でのツアーの他、揃ってテレビ出演することも多くなってきている。
前夫は歌手で俳優の佐川満男で、その間に生まれた実娘が歌手の宙美（親権は伊東が持った）。所属レコード会社はキングレコード⇒日本コロムビア⇒ビクターインビテーションレーベル⇒アルファレコード⇒キングレコード⇒ユニバーサルミュージック⇒BMG JAPANを経て、現在はフリー。所属事務所は小澤音楽事務所。2010年より（株）夢みぃな。2019年より 株式会社ビバリーメディアアイランド。
歌手生活60周年を迎えた2013年4月20日には、渋谷の大和田さくらホールにてコンサートを開催。MJQ（マンハッタン・ジャズ・クインテッド）のデビッド・マシューズをプロデューサーに迎え、歌手生活60周年記念アルバム『メモリーズ・オブ・ミー』を同年4月3日にリリースした。
テレビ朝日系列『徹子の部屋』では、2010年10月13日に娘の宙美と共演、二人でデュエットソングを披露。それから7年後の2017年8月25日には、前夫・佐川と宙美の三人で出演、1年後の2018年7月16日にも三人で仲良く再登場。さらに翌2019年8月5日は、“スパーク3人娘”の園まりと2人で、3年後の2022年5月13日には園・中尾ミエと3人勢揃いで、2023年10月11日に単独で、2024年1月31日は中尾と2人で、それぞれ出演している。令和初期のコロナウイルス流行時のコロナ禍で娘の宙美と共に長島温泉などでコンサート活動していた。
2024年7月18日には、中尾ミエと浜名湖レークサイドプラザ・四喜彩にて、ディナーショーを開催した。

## ディスコグラフィ

### シングル
| #  | 発売日          | 曲順 | タイトル                                        | 作詞            | 作曲                          | 編曲                     | レーベル        | 規格品番  |
| -- | --------------- | ---- | ----------------------------------------------- | --------------- | ----------------------------- | ------------------------ | --------------- | --------- |
| 1  | 1958年 6月1日   | A面  | かたみの十字架                                  | 音羽たかし      | K.Mann B.Lowe                 | 村山芳男                 | キング レコード | EA-38     |
| 1  | 1958年 6月1日   | B面  | クワイ河マーチ                                  | 音羽たかし      | M.Arnold                      | 村山芳男                 | キング レコード | EA-38     |
| 2  | 1958年 7月1日   | A面  | ラリパップ(誰かと誰かが)                        | 音羽たかし      | J.Dixon B.Ross                | 村山芳男                 | キング レコード | EA-46     |
| 2  | 1958年 7月1日   | B面  | 汚れた顔の天使                                  | 音羽たかし      | B.Justis S.Manker             | 村山芳男                 | キング レコード | EA-46     |
| 3  | 1958年 8月1日   | A面  | 陽の輝く日                                      | 音羽たかし      | H.Neubrand                    | 村山芳男                 | キング レコード | EA-51     |
| 3  | 1958年 8月1日   | B面  | 浪路はるかに                                    | 音羽たかし      | P.Wenrich                     | 伊藤素道                 | キング レコード | EA-51     |
| 4  | 1958年 12月1日  | A面  | フラフープ・ソング                              | 音羽たかし      | C.Maduri J.Testa              | 伊藤素道                 | キング レコード | EA-67     |
| 4  | 1958年 12月1日  | B面  | 月あかりの下で                                  | 音羽たかし      | G.Edwards                     | 伊藤素道                 | キング レコード | EA-67     |
| 5  | 1959年 6月30日  | A面  | 子供の行進曲                                    | 音羽たかし      | C.Sharp S.B.Gould             | 伊藤素道                 | キング レコード | EA-95     |
| 5  | 1959年 6月30日  | B面  | オールド・ブラック・ジョー                      | 緒園凉子        | S.Foster                      | 伊藤素道                 | キング レコード | EA-95     |
| 6  | 1959年 11月1日  | A面  | パパの日記                                      | 横井弘          | 吉田矢健治                    | 鈴木章治                 | キング レコード | EB-229    |
| 7  | 1961年 7月31日  | A面  | ポケット・トランジスター                        | 音羽たかし      | J.Keller L.Kolber             | 宮川泰                   | キング レコード | EB-7041   |
| 7  | 1961年 7月31日  | B面  | 16個の角砂糖                                    | 音羽たかし      | J.Keller                      | 宮川泰                   | キング レコード | EB-7041   |
| 8  | 1962年 2月20日  | A面  | ランナウェイ・ガール                            | 音羽たかし      | E.Greenberg B.Baer R.Schwartz | 萩原哲晶                 | キング レコード | EB-7078   |
| 8  | 1962年 2月20日  | B面  | ハピー・バースデー スウィート・シックスティーン | 音羽たかし      | N.Sedaka                      | 宮川泰                   | キング レコード | EB-7078   |
| 9  | 1962年 4月30日  | A面  | 大人になりたい                                  | 漣健児          | D.Stirling G.Temkin           | 萩原哲晶                 | キング レコード | EB-7098   |
| 9  | 1962年 4月30日  | B面  | コーヒー・デイト                                | みナみカズみ    | L.Whitcup                     | 萩原哲晶                 | キング レコード | EB-7098   |
| 10 | 1962年 6月10日  | A面  | 悲しきクラウン                                  | あらかはひろし  | N.Sedaka                      | 森岡賢一郎               | キング レコード | EB-7110   |
| 10 | 1962年 6月10日  | B面  | 涙の日記                                        | あらかはひろし  | B.Darvell D.Leonard           | 森岡賢一郎               | キング レコード | EB-7110   |
| 11 | 1962年 7月31日  | A面  | セコハン・ラヴ                                  | 漣健児          | H.Hunter P.Spector            | 東海林修                 | キング レコード | EB-7124   |
| 11 | 1962年 7月31日  | B面  | 愛の果てに…                                     | 岩谷時子        | M.Steiner                     | 東海林修                 | キング レコード | EB-7124   |
| 12 | 1962年 9月20日  | A面  | いついつまでも                                  | あらかはひろし  | M.Gordon H.Revel              | 森岡賢一郎               | キング レコード | EB-7137   |
| 12 | 1962年 9月20日  | B面  | ジョニー・ジンゴ                                | あらかはひろし  | D.Manning K.Twomey            | 森岡賢一郎               | キング レコード | EB-7137   |
| 13 | 1962年 10月1日  | A面  | ヴァケイション                                  | 漣健児          | C.Francis H.Hunter G.Weston   | 森岡賢一郎               | キング レコード | EB-7149   |
| 13 | 1962年 10月1日  | B面  | ロコモーション                                  | あらかはひろし  | C.King                        | 森岡賢一郎               | キング レコード | EB-7149   |
| 14 | 1963年 1月15日  | A面  | 恋の売り込み                                    | あらかはひろし  | A.Schroeder S.Wayne           | 森岡賢一郎               | キング レコード | EB-7167   |
| 14 | 1963年 1月15日  | B面  | 恋のブルージン                                  | あらかはひろし  | J.Keller                      | 森岡賢一郎               | キング レコード | EB-7167   |
| 15 | 1963年 2月20日  | A面  | ボビーに首ったけ                                | みナみカズみ    | H.Hoffman G.Klein             | 東海林修                 | キング レコード | EB-7180   |
| 15 | 1963年 2月20日  | B面  | 夢みる16才                                      | あらかはひろし  | J.Keller                      | 東海林修                 | キング レコード | EB-7180   |
| 16 | 1963年 4月20日  | A面  | 夢見る片想い                                    | あらかはひろし  | H.Hoffman G.Klein             | 東海林修                 | キング レコード | EB-7197   |
| 16 | 1963年 4月20日  | B面  | 悲しいテレフォンデイト                          | 池すゝむ        | B.Mann                        | 東海林修                 | キング レコード | EB-7197   |
| 17 | 1963年 6月20日  | A面  | キューティ・パイ                                | あらかはひろし  | J.Tillotson                   | 宮川泰                   | キング レコード | EB-7215   |
| 17 | 1963年 6月20日  | B面  | ターキー・ダンス                                | あらかはひろし  | J.Keller                      | 東海林修                 | キング レコード | EB-7215   |
| 18 | 1963年 10月10日 | A面  | キャンドル・ライト・キッセス                    | みナみカズみ    | L.Herscher                    | 東海林修                 | キング レコード | EB-7236   |
| 18 | 1963年 10月10日 | B面  | ワン・ボーイ                                    | 加茂亮二        | C.Strouse                     | 東海林修                 | キング レコード | EB-7236   |
| 19 | 1963年 11月20日 | A面  | あたしのベビー                                  | 漣健児          | P.Spector E.Greenwich J.Barry | 東海林修                 | キング レコード | EB-7244   |
| 19 | 1963年 11月20日 | B面  | 恋はいじわるネ                                  | ひらいわたかし  | C.King                        | 東海林修                 | キング レコード | EB-7244   |
| 20 | 1964年 1月15日  | A面  | 歌をおしえて                                    | 安井かずみ      | 宮川泰                        | 宮川泰                   | キング レコード | EB-1020   |
| 20 | 1964年 1月15日  | B面  | 聞いちゃった 歌っちゃった 泣いちゃった          | 安井かずみ      | 宮川泰                        | 宮川泰                   | キング レコード | EB-1020   |
| 21 | 1964年 3月20日  | A面  | ネイビー・ブルー                                | 安井かずみ      | B.Crewe E.Rambeau B.Rehak     | 東海林修                 | キング レコード | BS-7008   |
| 21 | 1964年 3月20日  | B面  | わんぱく旋風                                    | 安井かずみ      | P.Gerard                      | 東海林修                 | キング レコード | BS-7008   |
| 22 | 1964年 5月1日   | A面  | あのひとのくせ                                  | 安井かずみ      | 宮川泰                        | 宮川泰                   | キング レコード | BS-12     |
| 22 | 1964年 5月1日   | B面  | ひょっとしたら                                  | 岩谷時子        | 小林亜星                      | 森岡賢一郎               | キング レコード | BS-12     |
| 23 | 1964年 7月10日  | A面  | キスミー・セイラー                              | 安井かずみ      | E.Rambeau B.Rehak             | 東海林修                 | キング レコード | BS-7025   |
| 23 | 1964年 7月10日  | B面  | シャングリラ                                    | 安井かずみ      | M.Malneck R.Maxwell           | 東海林修                 | キング レコード | BS-7025   |
| 24 | 1964年 9月1日   | A面  | マイ・ボーイ・ラリポップ                        | 安井かずみ      | J.Roberts M.Levy              | 東海林修                 | キング レコード | BS-7033   |
| 24 | 1964年 9月1日   | B面  | どうしましょう                                  | 安井かずみ      | L.Chandler                    | 東海林修                 | キング レコード | BS-7033   |
| 25 | 1964年 11月10日 | A面  | 愛はすぐそこに                                  | あらかはひろし  | G.Colonnello                  | 森岡賢一郎               | キング レコード | BS-7059   |
| 25 | 1964年 11月10日 | B面  | 恋のブルー・アイズ                              | 安井かずみ      | T.Randazzo B.Weinstein        | 森岡賢一郎               | キング レコード | BS-7059   |
| 26 | 1965年 2月20日  | A面  | 恋する瞳                                        | V.Pallavicini   | G.Kramer                      | 東海林修                 | キング レコード | BS-7077   |
| 26 | 1965年 2月20日  | B面  | 愛のめざめ                                      | 岩谷時子        | L.Tenco                       | 東海林修                 | キング レコード | BS-7077   |
| 27 | 1965年 3月20日  | A面  | 恋する瞳                                        | あらかはひろし  | G.Kramer                      | 東海林修                 | キング レコード | BS-7086   |
| 27 | 1965年 3月20日  | B面  | 過ぎ去った恋                                    | あらかはひろし  | F.Cassano                     | 東海林修                 | キング レコード | BS-7086   |
| 28 | 1965年 6月20日  | A面  | おしゃべりな真珠                                | 安井かずみ      | いずみたく                    | いずみたく               | キング レコード | BS-265    |
| 28 | 1965年 6月20日  | B面  | ふりむいた恋                                    | 中村メイコ      | 神津善行                      | 神津善行                 | キング レコード | BS-265    |
| 29 | 1965年 8月20日  | A面  | 花の落ちる時                                    | 岩谷時子        | R.Livraghi                    | G.Intra                  | キング レコード | BS-7110   |
| 29 | 1965年 8月20日  | B面  | ポコ・ドポ(ちょっと後で)                        | 岩谷時子        | G.Intra                       | G.Intra                  | キング レコード | BS-7110   |
| 30 | 1965年 12月20日 | A面  | すてきなカプチーナ                              | 安井かずみ      | 宮川泰                        | 宮川泰                   | キング レコード | BS-361    |
| 30 | 1965年 12月20日 | B面  | ミア・ステラ                                    | 安井かずみ      | 東海林修                      | 東海林修                 | キング レコード | BS-361    |
| 31 | 1966年 2月1日   | A面  | マリソルの初恋                                  | ジェームス南    | A.Alguero                     | 東海林修                 | キング レコード | BS-7130   |
| 31 | 1966年 2月1日   | B面  | そよ風にのって                                  | 漣健児          | G.Magenta                     | 東海林修                 | キング レコード | BS-7130   |
| 32 | 1966年 4月20日  | A面  | 愛は限りなく                                    | 音羽たかし      | D.Modugno                     | 東海林修                 | キング レコード | BS-7139   |
| 32 | 1966年 4月20日  | B面  | 花のささやき                                    | 音羽たかし      | C.Donida                      | 東海林修                 | キング レコード | BS-7139   |
| 33 | 1966年 7月1日   | A面  | この気持を                                      | 安井かずみ      | 宮川泰                        | 宮川泰                   | キング レコード | BS-458    |
| 33 | 1966年 7月1日   | B面  | 淋しくて淋しくて                                | 矢野亮          | 小川寛興                      | 森岡賢一郎               | キング レコード | BS-458    |
| 34 | 1966年 7月1日   | A面  | 幸福くん                                        | 岩谷時子        | 宮川泰                        | 宮川泰                   | キング レコード | BS-463    |
| 34 | 1966年 7月1日   | B面  | もう一人私がいたら                              | 名村宏          | 山本雅之                      | 森岡賢一郎               | キング レコード | BS-463    |
| 35 | 1966年 9月10日  | A面  | ちいさな恋                                      | 水島哲          | 平尾昌晃                      | 井上忠夫                 | キング レコード | BS-493    |
| 35 | 1966年 9月10日  | B面  | わたしのお星さま                                | 水島哲          | 平尾昌晃                      | 森岡賢一郎               | キング レコード | BS-493    |
| 36 | 1967年 2月10日  | A面  | 小指の想い出                                    | 有馬三恵子      | 鈴木淳                        | 森岡賢一郎               | キング レコード | BS-585    |
| 36 | 1967年 2月10日  | B面  | 夜霧にかくれて                                  | 池英志          | 白石信                        | 森岡賢一郎               | キング レコード | BS-585    |
| 37 | 1967年 9月1日   | A面  | あの人の足音                                    | 有馬三恵子      | 鈴木淳                        | 森岡賢一郎               | キング レコード | BS-700    |
| 37 | 1967年 9月1日   | B面  | 誘わないで                                      | 有馬三恵子      | 鈴木淳                        | 森岡賢一郎               | キング レコード | BS-700    |
| 38 | 1968年 1月20日  | A面  | 恋のしずく                                      | 安井かずみ      | 平尾昌晃                      | 森岡賢一郎               | キング レコード | BS-777    |
| 38 | 1968年 1月20日  | B面  | あなたの言った言葉                              | 安井かずみ      | 平尾昌晃                      | 森岡賢一郎               | キング レコード | BS-777    |
| 39 | 1968年 6月1日   | A面  | 星を見ないで                                    | 安井かずみ      | 平尾昌晃                      | 森岡賢一郎               | キング レコード | BS-841    |
| 39 | 1968年 6月1日   | B面  | 潮風のふたり                                    | 安井かずみ      | 平尾昌晃                      | 小谷充                   | キング レコード | BS-841    |
| 40 | 1968年 10月1日  | A面  | 朝のくちづけ                                    | 有馬三恵子      | 鈴木淳                        | 森岡賢一郎               | キング レコード | BS-905    |
| 40 | 1968年 10月1日  | B面  | 愛を知ったの                                    | なかにし礼      | 東海林修                      | 東海林修                 | キング レコード | BS-905    |
| 41 | 1969年 1月20日  | A面  | 知らなかったの                                  | 山口あかり      | 平尾昌晃                      | 宮川泰                   | キング レコード | BS-950    |
| 41 | 1969年 1月20日  | B面  | おしゃれな恋                                    | 山口あかり      | 平尾昌晃                      | 宮川泰                   | キング レコード | BS-950    |
| 42 | 1969年 6月1日   | A面  | 愛して愛して                                    | 平尾昌晃        | 平尾昌晃                      | 宮川泰                   | キング レコード | BS-1015   |
| 42 | 1969年 6月1日   | B面  | 愛するあした                                    | 安井かずみ      | 東海林修                      | 東海林修                 | キング レコード | BS-1015   |
| 43 | 1969年 9月20日  | A面  | 朝を返して                                      | 安井かずみ      | 平尾昌晃                      | 宮川泰                   | キング レコード | BS-1086   |
| 43 | 1969年 9月20日  | B面  | 横を向いたの                                    | 安井かずみ      | 村井邦彦                      | 東海林修                 | キング レコード | BS-1086   |
| 44 | 1969年 10月20日 | A面  | 青空のゆくえ                                    | 安井かずみ      | 宮川泰                        | 宮川泰                   | キング レコード | BS-1089   |
| 44 | 1969年 10月20日 | B面  | 宿命の祈り                                      | 安井かずみ      | 東海林修                      | 東海林修                 | キング レコード | BS-1089   |
| 45 | 1970年 1月20日  | A面  | 裸足の恋                                        | 安井かずみ      | 川口真                        | 森岡賢一郎               | キング レコード | BS-1127   |
| 45 | 1970年 1月20日  | B面  | 夢を追う女                                      | 安井かずみ      | 川口真                        | 川口真                   | キング レコード | BS-1127   |
| 46 | 1970年 4月20日  | A面  | 結婚                                            | 山上路夫        | 宮川泰                        | 服部克久                 | キング レコード | BS-1212   |
| 46 | 1970年 4月20日  | B面  | 淋しいから                                      | 安井かずみ      | 宮川泰                        | 宮川泰                   | キング レコード | BS-1212   |
| 47 | 1970年 6月25日  | A面  | わたしだけのもの                                | 麻生ひろし      | 井上かつお                    | 馬飼野俊一               | DENON           | CD-75     |
| 47 | 1970年 6月25日  | B面  | そよかぜ                                        | 北山修          | 加藤和彦                      | 馬飼野俊一               | DENON           | CD-75     |
| 48 | 1970年 10月1日  | A面  | さすらい                                        | 吉田旺          | 西あきら                      | 佐々永治                 | DENON           | CD-88     |
| 48 | 1970年 10月1日  | B面  | いつも昨日のように                              | 有馬三恵子      | 馬飼野俊一                    | 馬飼野俊一               | DENON           | CD-88     |
| 49 | 1970年 11月10日 | A面  | 瞳の中から                                      | 麻生ひろし      | 西あきら                      | 佐々永治                 | DENON           | CD-95     |
| 49 | 1970年 11月10日 | B面  | 忘れないでパパ                                  | 麻生ひろし      | 村井邦彦                      | 大野雄二                 | DENON           | CD-95     |
| 50 | 1971年 3月25日  | A面  | 信頼                                            | 谷雅子          | 海野こうじ                    | 馬飼野俊一               | DENON           | CD-110    |
| 50 | 1971年 3月25日  | B面  | この不実な人を                                  | 岩谷時子        | 井上かつお                    | 小谷充                   | DENON           | CD-110    |
| 51 | 1971年 7月10日  | A面  | 明日をめざして                                  | 橋本淳          | 筒美京平                      | 筒美京平                 | DENON           | CD-125    |
| 51 | 1971年 7月10日  | B面  | これからはじまる静かな朝へ                      | 井口愛          | 東海林修                      | 東海林修                 | DENON           | CD-125    |
| 52 | 1971年 7月25日  | A面  | ボーイ・ハント                                  | 奥山靉          | N.Sedaka                      | 森岡賢一郎               | DENON           | CD-127    |
| 52 | 1971年 7月25日  | B面  | 渚のデイト                                      | 漣健児          | B.Davis T.Murray              | 森岡賢一郎               | DENON           | CD-127    |
| 53 | 1971年 9月10日  | A面  | グリーン・ ジンジャー・フライング               | ジェリー伊藤    | 東海林修                      | 東海林修                 | DENON           | CD-1007   |
| 53 | 1971年 9月10日  | B面  | 遙かなる影                                      | H.David         | B.Bacharach                   | 東海林修                 | DENON           | CD-1007   |
| 54 | 1971年 10月25日 | A面  | 誰も知らない                                    | 岩谷時子        | 筒美京平                      | 筒美京平                 | DENON           | CD-140    |
| 54 | 1971年 10月25日 | B面  | よせばいいのに                                  | 岩谷時子        | 筒美京平                      | 筒美京平                 | DENON           | CD-140    |
| 55 | 1972年 3月10日  | A面  | 彼                                              | 阿久悠          | 馬飼野俊一                    | 馬飼野俊一               | DENON           | CD-154    |
| 55 | 1972年 3月10日  | B面  | めぐり逢い                                      | 北山修          | 東海林修                      | 東海林修                 | DENON           | CD-154    |
| 56 | 1972年 5月25日  | A面  | 陽はまた昇る                                    | たかたかし      | 筒美京平                      | 筒美京平                 | DENON           | CD-155    |
| 56 | 1972年 5月25日  | B面  | いつからか                                      | 岩谷時子        | 筒美京平                      | 筒美京平                 | DENON           | CD-155    |
| 57 | 1972年 9月10日  | A面  | 朝が来たら                                      | たかたかし      | 鈴木邦彦                      | 東海林修                 | DENON           | CD-166    |
| 57 | 1972年 9月10日  | B面  | 愛する人もなく                                  | たかたかし      | 鈴木邦彦                      | 東海林修                 | DENON           | CD-166    |
| 58 | 1973年 1月10日  | A面  | わかれの詩                                      | 有馬三恵子      | 鈴木邦彦                      | 鈴木邦彦                 | DENON           | CD-174    |
| 58 | 1973年 1月10日  | B面  | そして今は幸福                                  | たかたかし      | 浜圭介                        | 小杉仁三                 | DENON           | CD-174    |
| 59 | 1973年 5月10日  | A面  | 或る手紙                                        | 有馬三恵子      | 鈴木邦彦                      | 鈴木邦彦                 | DENON           | CD-182    |
| 59 | 1973年 5月10日  | B面  | 風が吹く道                                      | たかたかし      | 三木たかし                    | 葵まさひこ               | DENON           | CD-182    |
| 60 | 1973年 10月25日 | A面  | あのひと                                        | 有馬三恵子      | 加瀬邦彦                      | 竜崎孝路                 | コロムビア      | P-314     |
| 60 | 1973年 10月25日 | B面  | それから二人は                                  | 片桐和子        | 馬飼野康二                    | 馬飼野康二               | コロムビア      | P-314     |
| 61 | 1974年 7月1日   | A面  | 季節風                                          | ちあき哲也      | 高田弘                        | 高田弘                   | コロムビア      | P-356     |
| 61 | 1974年 7月1日   | B面  | 暑中見舞                                        | ちあき哲也      | 高田弘                        | 高田弘                   | コロムビア      | P-356     |
| 62 | 1975年 1月1日   | A面  | 深夜放送                                        | 阿久悠          | 中村泰士                      | 馬飼野俊一               | コロムビア      | P-389     |
| 62 | 1975年 1月1日   | B面  | お帰りなさい                                    | 阿久悠          | 中村泰士                      | 馬飼野俊一               | コロムビア      | P-389     |
| 63 | 1975年 8月1日   | A面  | わたし女ですもの                                | 橋本淳          | 中村泰士                      | 森岡賢一郎               | コロムビア      | P-421     |
| 63 | 1975年 8月1日   | B面  | ゆうべ                                          | 山川啓介        | 中村泰士                      | 馬飼野俊一               | コロムビア      | P-421     |
| 64 | 1976年 1月1日   | A面  | わかれ雪                                        | 中山大三郎      | 中村泰士                      | 森岡賢一郎               | コロムビア      | P-443     |
| 64 | 1976年 1月1日   | B面  | 春を待ちます                                    | 中山大三郎      | 中村泰士                      | 森岡賢一郎               | コロムビア      | P-443     |
| 65 | 1976年 6月10日  | A面  | 悲しみの出発                                    | なかにし礼      | 東海林修                      | 東海林修                 | コロムビア      | PK-17     |
| 65 | 1976年 6月10日  | B面  | 星空の浜辺                                      | 岡田冨美子      | ボブ佐久間                    | ボブ佐久間               | コロムビア      | PK-17     |
| 66 | 1976年 8月1日   | A面  | 逢いびき                                        | なかにし礼      | 川口真                        | 川口真                   | コロムビア      | PK-5      |
| 66 | 1976年 8月1日   | B面  | 愛はなぜ終る                                    | なかにし礼      | 川口真                        | 川口真                   | コロムビア      | PK-5      |
| 67 | 1977年 4月1日   | A面  | かわいた女に雨が降る                            | 一條諦輔        | 一條諦輔                      | 高田弘                   | コロムビア      | PK-42     |
| 67 | 1977年 4月1日   | B面  | 女ひとり                                        | 一條諦輔        | 一條諦輔                      | 高田弘                   | コロムビア      | PK-42     |
| 68 | 1977年 12月1日  | A面  | ロマンチスト                                    | 松本隆          | 筒美京平                      | 筒美京平                 | コロムビア      | PK-89     |
| 68 | 1977年 12月1日  | B面  | プレイボーイ・マガジン                          | 松本隆          | 筒美京平                      | 筒美京平                 | コロムビア      | PK-89     |
| 69 | 1978年 8月25日  | A面  | あなたの隣りに                                  | 荒木とよひさ    | 馬飼野康二                    | 馬飼野康二               | Invitation      | VIH-1026  |
| 69 | 1978年 8月25日  | B面  | 愛のメロディー                                  | たかたかし      | 渡辺岳夫                      | 前田憲男                 | Invitation      | VIH-1026  |
| 70 | 1979年 3月25日  | A面  | あなたしか見えない                              | なかにし礼      | P.Allen                       | 鈴木茂                   | Invitation      | VIH-1041  |
| 70 | 1979年 3月25日  | B面  | うしろすがた                                    | 尾崎亜美        | 尾崎亜美                      | 鈴木茂                   | Invitation      | VIH-1041  |
| 71 | 1979年 9月25日  | A面  | エンドレス                                      | 山口洋子        | 都倉俊一                      | 鈴木茂                   | Invitation      | VIH-1060  |
| 71 | 1979年 9月25日  | B面  | めぐり逢いゆれて…                               | 来生えつこ      | 都倉俊一                      | 田辺信一                 | Invitation      | VIH-1060  |
| 72 | 1980年 2月21日  | A面  | もう一度                                        | 松山千春        | 松山千春                      | 後藤次利                 | Invitation      | VIH-1074  |
| 72 | 1980年 2月21日  | B面  | 名残りのスキャット                              | 来生えつこ      | 来生たかお                    | 福井峻                   | Invitation      | VIH-1074  |
| 73 | 1981年 2月25日  | A面  | 強がり                                          | なかにし礼      | 林哲司                        | 前田憲男                 | Invitation      | VIHX-1528 |
| 73 | 1981年 2月25日  | B面  | あなたの靴音                                    | 三浦徳子        | 木戸やすひろ                  | 小笠原寛                 | Invitation      | VIHX-1528 |
| 74 | 1981年 8月21日  | A面  | 約束だけロマンティック                          | 三浦徳子        | 佐瀬寿一                      | 井上鑑                   | Invitation      | VIHX-1549 |
| 74 | 1981年 8月21日  | B面  | イン・ザ・ムード                                | 来生えつこ      | 来生たかお                    | 福井峻 吉村晴哉          | Invitation      | VIHX-1549 |
| 75 | 1984年 9月5日   | A面  | ふぁど(Fado)                                    | 阿久悠          | 三木たかし                    | 大村憲司                 | TDKコア         | T07S-1056 |
| 75 | 1984年 9月5日   | B面  | Sympathy                                        | 阿久悠          | 和泉常寛                      | 大村憲司 中村哲 国吉良一 | TDKコア         | T07S-1056 |
| 76 | 1985年 9月21日  | A面  | 1990年                                          | 岡田冨美子      | 吉屋潤                        | 川口真                   | TDKコア         | T07S-1073 |
| 76 | 1985年 9月21日  | B面  | わかれ道                                        | なかにし礼      | 滝沢洋一                      | 大村憲司 国吉良一        | TDKコア         | T07S-1073 |
| 77 | 1988年 9月25日  | A面  | 誘われて                                        | 森瑤子          | 西木栄二                      | 倉田信雄                 | Alfa            | ALR-216   |
| 77 | 1988年 9月25日  | B面  | センチメンタル・ソング                          | 森瑤子          | 上田知華                      | 杉山TOM                  | Alfa            | ALR-216   |
| 78 | 1989年 1月25日  | A面  | セレナーデ                                      | 兼松正人        | 棚部陽一                      | 杉山TOM                  | Alfa            | 07A7-5    |
| 78 | 1989年 1月25日  | B面  | LOVING YOU(恋のゆくえ)                          | 岩里祐穂        | 上田知華                      | 倉田信雄                 | Alfa            | 07A7-5    |
| 79 | 1989年 11月28日 | 01   | MY DEAR!                                        | 兼松正人        | 佐藤健                        | 倉田信雄                 | Alfa            | 09A3-14   |
| 79 | 1989年 11月28日 | 02   | MEMORY WITH YOU                                 | 浅見純          | 西木栄二                      | 杉山TOM                  | Alfa            | 09A3-14   |
| 80 | 1990年 2月10日  | 01   | 1990年                                          | 岡田冨美子      | 吉屋潤                        | 川口真                   | Alfa            | ALDA-1    |
| 80 | 1990年 2月10日  | 02   | BECAUSE YOU ARE 〜あなたがいるから〜            | 影森潤          | 和泉常寛                      | 倉田信雄                 | Alfa            | ALDA-1    |
| 81 | 1991年 10月21日 | 01   | もう誰も愛さない                                | 影森潤          | C.Fox                         | 倉田信雄                 | Alfa            | ALDA-39   |
| 81 | 1991年 10月21日 | 02   | イフ                                            | 山川啓介        | D.Gates                       | 石黒彰                   | Alfa            | ALDA-39   |
| 82 | 1992年 3月21日  | 01   | あなたのすべてを                                | 佐々木勉        | 佐々木勉                      | 倉田信雄                 | Alfa            | ALDA-49   |
| 82 | 1992年 3月21日  | 02   | 夏の6週間                                       | 山川啓介        | F.Powers                      | 前田憲男                 | Alfa            | ALDA-49   |
| 83 | 1992年 11月1日  | 01   | 愛は限りなく 〜DIO,COME TI AMO!〜               | 音羽たかし      | D.Modugno                     | 前田憲男                 | Alfa            | ALDA-62   |
| 83 | 1992年 11月1日  | 02   | マイハピネス 〜MY HAPPINESS〜                   | 兼松正人        | B.Bergantine                  | 前田憲男                 | Alfa            | ALDA-62   |
| 84 | 1993年 12月21日 | 01   | 明日、めぐり逢い                                | 松原史明        | 森田公一                      | 森田公一                 | Alfa            | ALDA-108  |
| 84 | 1993年 12月21日 | 02   | 夢見る想い 〜NON HO L'ETÀ〜                     | あらかはひろし  | Nisa                          | 石黒彰                   | Alfa            | ALDA-108  |
| 85 | 1994年 11月2日  | 01   | 心に愛を瞳に夢を                                | 真間稜          | 芦沢和則                      | 村松邦男                 | Alfa            | ALDA-2005 |
| 85 | 1994年 11月2日  | 02   | 幸せの行方                                      | 真間稜          | 濱田金吾                      | 村松邦男                 | Alfa            | ALDA-2005 |
| 86 | 1997年 11月6日  | 01   | 愛はいりませんか                                | 岡田冨美子      | 都志見隆                      | 倉田信雄                 | キング レコード | KIDX-342  |
| 86 | 1997年 11月6日  | 02   | このまま覚めないで                              | Suzi Kim 浅見純 | つのだ☆ひろ                   | 前田憲男                 | キング レコード | KIDX-342  |

#### デュエット・シングル
| 発売日          | デュエット | 曲順 | タイトル                          | 作詞             | 作曲           | 編曲     | レーベル     | 規格品番  |
| --------------- | ---------- | ---- | --------------------------------- | ---------------- | -------------- | -------- | ------------ | --------- |
| 1979年 11月25日 | 松崎しげる | A面  | ラビング・アームズ (愛をつないで) | 福永史           | T.Jans         | 小笠原寛 | Invitation   | VIH-1067  |
| 1979年 11月25日 | 松崎しげる | B面  | 枯葉/恋はみずいろ                 | J.Prévert P.Cour | J.Kosma A.Popp | 小笠原寛 | Invitation   | VIH-1067  |
| 1994年 8月19日  | 小堺一機   | 01   | いつか もしか まさか              | 川村真澄         | 松本俊明       | 新川博   | フォーライフ | FLDF-1521 |
| 1994年 8月19日  | 小堺一機   | 02   | 胸の振子                          | サトウハチロー   | 服部良一       | 新川博   | フォーライフ | FLDF-1521 |
| 2001年 6月20日  | 佐川満男   | 01   | かんにんしてや                    | 中村泰士         | 中村泰士       | 川口真   | フリーボード | FBSD-1005 |

### アルバム

#### カバー・アルバム
| 発売情報       | タイトル | 規格       | 規格品番                              |
| -------------- | --- | ---------- | ------------------------------------- |
| 1962年         | ゆかりのヒット・パレード 第1集 ※ CD化追加曲 A面 1. ヴァケイション 2. 悲しきクラウン（King Of Clowns） 3. かわいいベイビー（Pretty Little Baby） 4. コーヒー・デイト 5. すてきな16才（Happy Birthday Sweet Sixteen） B面 1. ロコモーション 2. レッツ・ゲット・トウゲザー 3. ジョニー・エンジェル 4. 大人になりたい（Too Many Rules） 5. セコハン・ラヴ 追加曲 1. ポケット・トランジスター ※ 2. 16個の角砂糖 ※ 3. ランナウェイ・ガール ※ 4. 涙の日記 ※ 5. 愛の果てに ※ 6. いついつまでも ※ 7. ジョニー・ジンゴ ※ | LP         | キングレコード LKF-1300               |
| 2014年11月25日 | ゆかりのヒット・パレード 第1集 ※ CD化追加曲 A面 1. ヴァケイション 2. 悲しきクラウン（King Of Clowns） 3. かわいいベイビー（Pretty Little Baby） 4. コーヒー・デイト 5. すてきな16才（Happy Birthday Sweet Sixteen） B面 1. ロコモーション 2. レッツ・ゲット・トウゲザー 3. ジョニー・エンジェル 4. 大人になりたい（Too Many Rules） 5. セコハン・ラヴ 追加曲 1. ポケット・トランジスター ※ 2. 16個の角砂糖 ※ 3. ランナウェイ・ガール ※ 4. 涙の日記 ※ 5. 愛の果てに ※ 6. いついつまでも ※ 7. ジョニー・ジンゴ ※ | 紙ジャケCD | SHOWBOAT SWAX-1023                    |
| 2019年10月20日 | ゆかりのヒット・パレード 第1集 ※ CD化追加曲 A面 1. ヴァケイション 2. 悲しきクラウン（King Of Clowns） 3. かわいいベイビー（Pretty Little Baby） 4. コーヒー・デイト 5. すてきな16才（Happy Birthday Sweet Sixteen） B面 1. ロコモーション 2. レッツ・ゲット・トウゲザー 3. ジョニー・エンジェル 4. 大人になりたい（Too Many Rules） 5. セコハン・ラヴ 追加曲 1. ポケット・トランジスター ※ 2. 16個の角砂糖 ※ 3. ランナウェイ・ガール ※ 4. 涙の日記 ※ 5. 愛の果てに ※ 6. いついつまでも ※ 7. ジョニー・ジンゴ ※ | 紙ジャケCD | SHOWBOAT SWAX-1023A                   |
| 2024年7月25日  | ゆかりのヒット・パレード 第1集 ※ CD化追加曲 A面 1. ヴァケイション 2. 悲しきクラウン（King Of Clowns） 3. かわいいベイビー（Pretty Little Baby） 4. コーヒー・デイト 5. すてきな16才（Happy Birthday Sweet Sixteen） B面 1. ロコモーション 2. レッツ・ゲット・トウゲザー 3. ジョニー・エンジェル 4. 大人になりたい（Too Many Rules） 5. セコハン・ラヴ 追加曲 1. ポケット・トランジスター ※ 2. 16個の角砂糖 ※ 3. ランナウェイ・ガール ※ 4. 涙の日記 ※ 5. 愛の果てに ※ 6. いついつまでも ※ 7. ジョニー・ジンゴ ※ | 紙ジャケCD | SHOWBOAT SWAX-1023C                   |
| 1963年         | ゆかりのヒット・パレード 第2集 ※ CD化追加曲 A面 1. 恋の売り込み（I'm Gonna Knock On Your Door） 2. オールド・スモーキー・ロコモーション 3. ボビーに首ったけ（Bobby's Girl） 4. ターキー・ダンス 5. 夢見る片思い（What Does a Girl Do?） B面 1. 内気なジョニー（Johnny Get Angry） 2. キューティー・パイ 3. ワン・ボーイ 4. 夢見る16才（Sixteen Years Ago Tonight） 5. 渚のデイト（Follow The Boys） 追加曲 1. 恋のブルージーン ※ 2. 悲しいテレフォンデイト ※ 3. キャンドル・ライト・キッセス ※ 4. サンタが町にやってくる ※ 5. ベビーズ・ファースト・クリスマス ※ 6. きよしこの夜 ※ 7. クリスマス・デイ ※ | LP         | キングレコード LKF-1359               |
| 2014年12月15日 | ゆかりのヒット・パレード 第2集 ※ CD化追加曲 A面 1. 恋の売り込み（I'm Gonna Knock On Your Door） 2. オールド・スモーキー・ロコモーション 3. ボビーに首ったけ（Bobby's Girl） 4. ターキー・ダンス 5. 夢見る片思い（What Does a Girl Do?） B面 1. 内気なジョニー（Johnny Get Angry） 2. キューティー・パイ 3. ワン・ボーイ 4. 夢見る16才（Sixteen Years Ago Tonight） 5. 渚のデイト（Follow The Boys） 追加曲 1. 恋のブルージーン ※ 2. 悲しいテレフォンデイト ※ 3. キャンドル・ライト・キッセス ※ 4. サンタが町にやってくる ※ 5. ベビーズ・ファースト・クリスマス ※ 6. きよしこの夜 ※ 7. クリスマス・デイ ※ | 紙ジャケCD | SHOWBOAT SWAX-1024                    |
| 2019年11月20日 | ゆかりのヒット・パレード 第2集 ※ CD化追加曲 A面 1. 恋の売り込み（I'm Gonna Knock On Your Door） 2. オールド・スモーキー・ロコモーション 3. ボビーに首ったけ（Bobby's Girl） 4. ターキー・ダンス 5. 夢見る片思い（What Does a Girl Do?） B面 1. 内気なジョニー（Johnny Get Angry） 2. キューティー・パイ 3. ワン・ボーイ 4. 夢見る16才（Sixteen Years Ago Tonight） 5. 渚のデイト（Follow The Boys） 追加曲 1. 恋のブルージーン ※ 2. 悲しいテレフォンデイト ※ 3. キャンドル・ライト・キッセス ※ 4. サンタが町にやってくる ※ 5. ベビーズ・ファースト・クリスマス ※ 6. きよしこの夜 ※ 7. クリスマス・デイ ※ | 紙ジャケCD | SHOWBOAT SWAX-1024A                   |
| 2024年7月25日  | ゆかりのヒット・パレード 第2集 ※ CD化追加曲 A面 1. 恋の売り込み（I'm Gonna Knock On Your Door） 2. オールド・スモーキー・ロコモーション 3. ボビーに首ったけ（Bobby's Girl） 4. ターキー・ダンス 5. 夢見る片思い（What Does a Girl Do?） B面 1. 内気なジョニー（Johnny Get Angry） 2. キューティー・パイ 3. ワン・ボーイ 4. 夢見る16才（Sixteen Years Ago Tonight） 5. 渚のデイト（Follow The Boys） 追加曲 1. 恋のブルージーン ※ 2. 悲しいテレフォンデイト ※ 3. キャンドル・ライト・キッセス ※ 4. サンタが町にやってくる ※ 5. ベビーズ・ファースト・クリスマス ※ 6. きよしこの夜 ※ 7. クリスマス・デイ ※ | 紙ジャケCD | SHOWBOAT SWAX-1024C                   |
| 1964年         | ゆかりのヒット・パレード 第3集 ※ CD化追加曲 A面 1. ネイビー・ブルー 2. サウス タウンUSA 3. あたしのベイビー（Be My Baby） 4. ドミニク 5. 聞いちゃった、歌っちゃった、泣いちゃった 6. 歌をおしえて B面 1. パパお別れネ 2. すてきなメモリー（Memories, Memories） 3. 恋のパーム・スプリング（Palm Springs Weekend） 4. わんぱく旋風（Bebert et L'omnibus） 追加曲 1. 恋はいじわるネ ※ 2. かたみの十字架（mono） ※ 3. クワイ河マーチ（mono） ※ 4. ラリパップ [誰かと誰かが]（mono） ※ 5. 汚れた顔の天使（mono） ※ 6. 陽の輝く日（mono） ※ 7. 波路はるかに（mono） ※ 8. フラフープ・ソング（mono） ※ 9. 月あかりの下で（mono） ※ 10. 子供の行進曲（mono） ※ 11. オールド・ブラック・ジョー（mono） 12. パパの日記（mono） ※                                   | LP         | キングレコード SKG-61                 |
| 2015年1月20日  | ゆかりのヒット・パレード 第3集 ※ CD化追加曲 A面 1. ネイビー・ブルー 2. サウス タウンUSA 3. あたしのベイビー（Be My Baby） 4. ドミニク 5. 聞いちゃった、歌っちゃった、泣いちゃった 6. 歌をおしえて B面 1. パパお別れネ 2. すてきなメモリー（Memories, Memories） 3. 恋のパーム・スプリング（Palm Springs Weekend） 4. わんぱく旋風（Bebert et L'omnibus） 追加曲 1. 恋はいじわるネ ※ 2. かたみの十字架（mono） ※ 3. クワイ河マーチ（mono） ※ 4. ラリパップ [誰かと誰かが]（mono） ※ 5. 汚れた顔の天使（mono） ※ 6. 陽の輝く日（mono） ※ 7. 波路はるかに（mono） ※ 8. フラフープ・ソング（mono） ※ 9. 月あかりの下で（mono） ※ 10. 子供の行進曲（mono） ※ 11. オールド・ブラック・ジョー（mono） 12. パパの日記（mono） ※                                   | 紙ジャケCD | SHOWBOAT SWAX-1025                    |
| 2019年12月20日 | ゆかりのヒット・パレード 第3集 ※ CD化追加曲 A面 1. ネイビー・ブルー 2. サウス タウンUSA 3. あたしのベイビー（Be My Baby） 4. ドミニク 5. 聞いちゃった、歌っちゃった、泣いちゃった 6. 歌をおしえて B面 1. パパお別れネ 2. すてきなメモリー（Memories, Memories） 3. 恋のパーム・スプリング（Palm Springs Weekend） 4. わんぱく旋風（Bebert et L'omnibus） 追加曲 1. 恋はいじわるネ ※ 2. かたみの十字架（mono） ※ 3. クワイ河マーチ（mono） ※ 4. ラリパップ [誰かと誰かが]（mono） ※ 5. 汚れた顔の天使（mono） ※ 6. 陽の輝く日（mono） ※ 7. 波路はるかに（mono） ※ 8. フラフープ・ソング（mono） ※ 9. 月あかりの下で（mono） ※ 10. 子供の行進曲（mono） ※ 11. オールド・ブラック・ジョー（mono） 12. パパの日記（mono） ※                                   | 紙ジャケCD | SHOWBOAT SWAX-1025A                   |
| 2024年7月25日  | ゆかりのヒット・パレード 第3集 ※ CD化追加曲 A面 1. ネイビー・ブルー 2. サウス タウンUSA 3. あたしのベイビー（Be My Baby） 4. ドミニク 5. 聞いちゃった、歌っちゃった、泣いちゃった 6. 歌をおしえて B面 1. パパお別れネ 2. すてきなメモリー（Memories, Memories） 3. 恋のパーム・スプリング（Palm Springs Weekend） 4. わんぱく旋風（Bebert et L'omnibus） 追加曲 1. 恋はいじわるネ ※ 2. かたみの十字架（mono） ※ 3. クワイ河マーチ（mono） ※ 4. ラリパップ [誰かと誰かが]（mono） ※ 5. 汚れた顔の天使（mono） ※ 6. 陽の輝く日（mono） ※ 7. 波路はるかに（mono） ※ 8. フラフープ・ソング（mono） ※ 9. 月あかりの下で（mono） ※ 10. 子供の行進曲（mono） ※ 11. オールド・ブラック・ジョー（mono） 12. パパの日記（mono） ※                                   | 紙ジャケCD | SHOWBOAT SWAX-1025C                   |
| 1964年         | ゆかりのヒット・パレード 第4集 ※ CD化追加曲 A面 1. マイ・ボーイ・ラリポップ 2. キス・ミー・セイラー 3. マンマ 4. 夢みる想い（Non Ho l'eta） 5. 星に願いを（When You Wish Upon a Star） 6. ニアネス・オブ・ユー B面 1. どうしましょう（Beans In My Ears） 2. シャングリラ 3. ヴァイア・コン・ヂィオス 4. ポエトリー 5. あのひとのくせ 6. トゥ・ラヴ・アゲイン 追加曲 1. ひょっとしたら ※ 2. 愛はすぐそこに ※ 3. 恋のブルー・アイズ ※ | LP         | キングレコード                        |
| 2015年2月20日  | ゆかりのヒット・パレード 第4集 ※ CD化追加曲 A面 1. マイ・ボーイ・ラリポップ 2. キス・ミー・セイラー 3. マンマ 4. 夢みる想い（Non Ho l'eta） 5. 星に願いを（When You Wish Upon a Star） 6. ニアネス・オブ・ユー B面 1. どうしましょう（Beans In My Ears） 2. シャングリラ 3. ヴァイア・コン・ヂィオス 4. ポエトリー 5. あのひとのくせ 6. トゥ・ラヴ・アゲイン 追加曲 1. ひょっとしたら ※ 2. 愛はすぐそこに ※ 3. 恋のブルー・アイズ ※ | 紙ジャケCD | SHOWBOAT SWAX1026                     |
| 2020年1月20日  | ゆかりのヒット・パレード 第4集 ※ CD化追加曲 A面 1. マイ・ボーイ・ラリポップ 2. キス・ミー・セイラー 3. マンマ 4. 夢みる想い（Non Ho l'eta） 5. 星に願いを（When You Wish Upon a Star） 6. ニアネス・オブ・ユー B面 1. どうしましょう（Beans In My Ears） 2. シャングリラ 3. ヴァイア・コン・ヂィオス 4. ポエトリー 5. あのひとのくせ 6. トゥ・ラヴ・アゲイン 追加曲 1. ひょっとしたら ※ 2. 愛はすぐそこに ※ 3. 恋のブルー・アイズ ※ | 紙ジャケCD | SHOWBOAT SWAX1026A                    |
| 2024年7月25日  | ゆかりのヒット・パレード 第4集 ※ CD化追加曲 A面 1. マイ・ボーイ・ラリポップ 2. キス・ミー・セイラー 3. マンマ 4. 夢みる想い（Non Ho l'eta） 5. 星に願いを（When You Wish Upon a Star） 6. ニアネス・オブ・ユー B面 1. どうしましょう（Beans In My Ears） 2. シャングリラ 3. ヴァイア・コン・ヂィオス 4. ポエトリー 5. あのひとのくせ 6. トゥ・ラヴ・アゲイン 追加曲 1. ひょっとしたら ※ 2. 愛はすぐそこに ※ 3. 恋のブルー・アイズ ※ | 紙ジャケCD | SHOWBOAT SWAX1026C                    |
| 1965年         | サン・レモのゆかり ※ CD化追加曲 A面 1. 恋する瞳(日本語/イタリア語ヴァージョン)（L'amore ha i tuoi occhi） 2. あこがれはいつも心に（Ho Bisogno Di Vederti） 3. アモーレ・スクーダミ 4. 胸にのこる微笑（Si Vedrà） 5. 砂に消えた涙（Un Buco Nella Sabbia） 6. 過ぎ去った恋 （L'amore é partito） B面 1. 花咲く丘に涙して（Le Colline Sono In Fiore） 2. ナポリは恋人（Napoli,fortuna mia!） 3. 君に涙とほほえみを（Se Piangi Se Ridi） 4. ポコ・ドポ 5. 花の落ちる時（Quando Cade Un Fiore） 6. アリヴェデルチ・ローマ 追加曲 1. 恋する瞳(イタリア語ヴァージョン) ※ 2. 愛のめざめ ※ | LP         | キングレコード SKK-99                 |
| 2015年10月15日 | サン・レモのゆかり ※ CD化追加曲 A面 1. 恋する瞳(日本語/イタリア語ヴァージョン)（L'amore ha i tuoi occhi） 2. あこがれはいつも心に（Ho Bisogno Di Vederti） 3. アモーレ・スクーダミ 4. 胸にのこる微笑（Si Vedrà） 5. 砂に消えた涙（Un Buco Nella Sabbia） 6. 過ぎ去った恋 （L'amore é partito） B面 1. 花咲く丘に涙して（Le Colline Sono In Fiore） 2. ナポリは恋人（Napoli,fortuna mia!） 3. 君に涙とほほえみを（Se Piangi Se Ridi） 4. ポコ・ドポ 5. 花の落ちる時（Quando Cade Un Fiore） 6. アリヴェデルチ・ローマ 追加曲 1. 恋する瞳(イタリア語ヴァージョン) ※ 2. 愛のめざめ ※ | 紙ジャケCD | SHOWBOAT SWAX-1020                    |
| 2019年3月20日  | サン・レモのゆかり ※ CD化追加曲 A面 1. 恋する瞳(日本語/イタリア語ヴァージョン)（L'amore ha i tuoi occhi） 2. あこがれはいつも心に（Ho Bisogno Di Vederti） 3. アモーレ・スクーダミ 4. 胸にのこる微笑（Si Vedrà） 5. 砂に消えた涙（Un Buco Nella Sabbia） 6. 過ぎ去った恋 （L'amore é partito） B面 1. 花咲く丘に涙して（Le Colline Sono In Fiore） 2. ナポリは恋人（Napoli,fortuna mia!） 3. 君に涙とほほえみを（Se Piangi Se Ridi） 4. ポコ・ドポ 5. 花の落ちる時（Quando Cade Un Fiore） 6. アリヴェデルチ・ローマ 追加曲 1. 恋する瞳(イタリア語ヴァージョン) ※ 2. 愛のめざめ ※ | 紙ジャケCD | SHOWBOAT SWAX-1020A                   |
| 2024年7月25日  | サン・レモのゆかり ※ CD化追加曲 A面 1. 恋する瞳(日本語/イタリア語ヴァージョン)（L'amore ha i tuoi occhi） 2. あこがれはいつも心に（Ho Bisogno Di Vederti） 3. アモーレ・スクーダミ 4. 胸にのこる微笑（Si Vedrà） 5. 砂に消えた涙（Un Buco Nella Sabbia） 6. 過ぎ去った恋 （L'amore é partito） B面 1. 花咲く丘に涙して（Le Colline Sono In Fiore） 2. ナポリは恋人（Napoli,fortuna mia!） 3. 君に涙とほほえみを（Se Piangi Se Ridi） 4. ポコ・ドポ 5. 花の落ちる時（Quando Cade Un Fiore） 6. アリヴェデルチ・ローマ 追加曲 1. 恋する瞳(イタリア語ヴァージョン) ※ 2. 愛のめざめ ※ | 紙ジャケCD | SHOWBOAT SWAX-1020C                   |
| 1966年         | ゆかりのニュー・ヒット・パレード ※ CD化追加曲 A面 1. マリソルの初恋（Me Conformo/Marisol） 2. 明日を忘れて（Forget Domani） 3. すてきなカプチーナ 4. やさしくしてネ（Don't Just Stand There） 5. そよ風にのって（Dans Le Meme Wagon） 6. ミア・ステラ B面 1. おしゃべりな真珠 2. 夢見るシャンソン人形（Poupée de cire, poupée de son） 3. ふるえて眠れ（Hush, Hush, Sweet Charlotte） 4. 夜霧のしのび逢い（La Playa） 5. 乙女の涙 （Une Écharpe, Une Rose） 6. イエスタデイ 追加曲 1. ふりむいた恋 ※ 2. 花の落ちる時（日本語/イタリア語ヴァージョン） ※ 3. ポコ・ドポ（日本語/イタリア語ヴァージョン） ※ | LP         | キングレコード SKK-196                |
| 2015年3月20日  | ゆかりのニュー・ヒット・パレード ※ CD化追加曲 A面 1. マリソルの初恋（Me Conformo/Marisol） 2. 明日を忘れて（Forget Domani） 3. すてきなカプチーナ 4. やさしくしてネ（Don't Just Stand There） 5. そよ風にのって（Dans Le Meme Wagon） 6. ミア・ステラ B面 1. おしゃべりな真珠 2. 夢見るシャンソン人形（Poupée de cire, poupée de son） 3. ふるえて眠れ（Hush, Hush, Sweet Charlotte） 4. 夜霧のしのび逢い（La Playa） 5. 乙女の涙 （Une Écharpe, Une Rose） 6. イエスタデイ 追加曲 1. ふりむいた恋 ※ 2. 花の落ちる時（日本語/イタリア語ヴァージョン） ※ 3. ポコ・ドポ（日本語/イタリア語ヴァージョン） ※ | CD         | SHOWBOAT SWAX-1027                    |
| 2020年2月20日  | ゆかりのニュー・ヒット・パレード ※ CD化追加曲 A面 1. マリソルの初恋（Me Conformo/Marisol） 2. 明日を忘れて（Forget Domani） 3. すてきなカプチーナ 4. やさしくしてネ（Don't Just Stand There） 5. そよ風にのって（Dans Le Meme Wagon） 6. ミア・ステラ B面 1. おしゃべりな真珠 2. 夢見るシャンソン人形（Poupée de cire, poupée de son） 3. ふるえて眠れ（Hush, Hush, Sweet Charlotte） 4. 夜霧のしのび逢い（La Playa） 5. 乙女の涙 （Une Écharpe, Une Rose） 6. イエスタデイ 追加曲 1. ふりむいた恋 ※ 2. 花の落ちる時（日本語/イタリア語ヴァージョン） ※ 3. ポコ・ドポ（日本語/イタリア語ヴァージョン） ※ | 紙ジャケCD | SHOWBOAT SWAX-1027A                   |
| 2024年7月25日  | ゆかりのニュー・ヒット・パレード ※ CD化追加曲 A面 1. マリソルの初恋（Me Conformo/Marisol） 2. 明日を忘れて（Forget Domani） 3. すてきなカプチーナ 4. やさしくしてネ（Don't Just Stand There） 5. そよ風にのって（Dans Le Meme Wagon） 6. ミア・ステラ B面 1. おしゃべりな真珠 2. 夢見るシャンソン人形（Poupée de cire, poupée de son） 3. ふるえて眠れ（Hush, Hush, Sweet Charlotte） 4. 夜霧のしのび逢い（La Playa） 5. 乙女の涙 （Une Écharpe, Une Rose） 6. イエスタデイ 追加曲 1. ふりむいた恋 ※ 2. 花の落ちる時（日本語/イタリア語ヴァージョン） ※ 3. ポコ・ドポ（日本語/イタリア語ヴァージョン） ※ | 紙ジャケCD | SHOWBOAT SWAX-1027C                   |
| 1970年8月1日   | ゆかりの贈りもの ※ CD化追加曲 A面 1. わたしだけのもの 2. 夏よおまえは 3. 恋人 4. ちっちゃな恋人 5. そよかぜ 6. いいじゃないの幸せならば B面 1. あなたならどうする 2. 白い色は恋人の色 3. みんな愛されるため 4. 白い蝶のサンバ 5. 貴方にとって私は 6. 四つのお願い ボーナストラック 1. 朝が来たら ※ 2. 白いサンゴ礁 ※ | LP         | DENON／日本コロムビア CD-4026         |
| 2015年7月20日  | ゆかりの贈りもの ※ CD化追加曲 A面 1. わたしだけのもの 2. 夏よおまえは 3. 恋人 4. ちっちゃな恋人 5. そよかぜ 6. いいじゃないの幸せならば B面 1. あなたならどうする 2. 白い色は恋人の色 3. みんな愛されるため 4. 白い蝶のサンバ 5. 貴方にとって私は 6. 四つのお願い ボーナストラック 1. 朝が来たら ※ 2. 白いサンゴ礁 ※ | CD         | SHOWBOAT SWAX-1033                    |
| 2020年9月20日  | ゆかりの贈りもの ※ CD化追加曲 A面 1. わたしだけのもの 2. 夏よおまえは 3. 恋人 4. ちっちゃな恋人 5. そよかぜ 6. いいじゃないの幸せならば B面 1. あなたならどうする 2. 白い色は恋人の色 3. みんな愛されるため 4. 白い蝶のサンバ 5. 貴方にとって私は 6. 四つのお願い ボーナストラック 1. 朝が来たら ※ 2. 白いサンゴ礁 ※ | 紙ジャケCD | SHOWBOAT SWAX-1033A                   |
| 2022年12月7日  | ゆかりの贈りもの ※ CD化追加曲 A面 1. わたしだけのもの 2. 夏よおまえは 3. 恋人 4. ちっちゃな恋人 5. そよかぜ 6. いいじゃないの幸せならば B面 1. あなたならどうする 2. 白い色は恋人の色 3. みんな愛されるため 4. 白い蝶のサンバ 5. 貴方にとって私は 6. 四つのお願い ボーナストラック 1. 朝が来たら ※ 2. 白いサンゴ礁 ※ | 配信       | AAC-LC 320kbps COKM-44080             |
| 2022年12月7日  | ゆかりの贈りもの ※ CD化追加曲 A面 1. わたしだけのもの 2. 夏よおまえは 3. 恋人 4. ちっちゃな恋人 5. そよかぜ 6. いいじゃないの幸せならば B面 1. あなたならどうする 2. 白い色は恋人の色 3. みんな愛されるため 4. 白い蝶のサンバ 5. 貴方にとって私は 6. 四つのお願い ボーナストラック 1. 朝が来たら ※ 2. 白いサンゴ礁 ※ | 配信       | FLAC｜44.1kHz/16bit                   |
| 2024年9月30日  | ゆかりの贈りもの ※ CD化追加曲 A面 1. わたしだけのもの 2. 夏よおまえは 3. 恋人 4. ちっちゃな恋人 5. そよかぜ 6. いいじゃないの幸せならば B面 1. あなたならどうする 2. 白い色は恋人の色 3. みんな愛されるため 4. 白い蝶のサンバ 5. 貴方にとって私は 6. 四つのお願い ボーナストラック 1. 朝が来たら ※ 2. 白いサンゴ礁 ※ | 紙ジャケCD | SHOWBOAT SWAX-1033C                   |
| 1971年         | LOVE ※ 伊東ゆかりとグリーン・ジンジャー名義 A面 1. グリーン・ジンジャー・フライング / Green Ginger Flying 2. マイ・スウィート・ロード / My Sweet Lord 3. 僕の歌は君の歌 / Your Song 4. ふたりの誓い / For All We Know 5. 悲しみは鐘の音と共に / One Less Bell To Answer 6. アンド・ナウ・アイ・ノウ / And Now I Know B面 1. ラヴ / Love 2. ある愛の詩 / Love Story 3. 遙かなる影 / Close To You 4. アワ・ハウス / Our House 5. ホエン・オー・ホエン / When oh when 6. マイ・ウェイ / My Way | LP         | DENON／日本コロムビア QD-9004         |
| 1971年         | LOVE ※ 伊東ゆかりとグリーン・ジンジャー名義 A面 1. グリーン・ジンジャー・フライング / Green Ginger Flying 2. マイ・スウィート・ロード / My Sweet Lord 3. 僕の歌は君の歌 / Your Song 4. ふたりの誓い / For All We Know 5. 悲しみは鐘の音と共に / One Less Bell To Answer 6. アンド・ナウ・アイ・ノウ / And Now I Know B面 1. ラヴ / Love 2. ある愛の詩 / Love Story 3. 遙かなる影 / Close To You 4. アワ・ハウス / Our House 5. ホエン・オー・ホエン / When oh when 6. マイ・ウェイ / My Way | LP         | DENON／日本コロムビア CD-7016         |
| 1999年4月15日  | LOVE ※ 伊東ゆかりとグリーン・ジンジャー名義 A面 1. グリーン・ジンジャー・フライング / Green Ginger Flying 2. マイ・スウィート・ロード / My Sweet Lord 3. 僕の歌は君の歌 / Your Song 4. ふたりの誓い / For All We Know 5. 悲しみは鐘の音と共に / One Less Bell To Answer 6. アンド・ナウ・アイ・ノウ / And Now I Know B面 1. ラヴ / Love 2. ある愛の詩 / Love Story 3. 遙かなる影 / Close To You 4. アワ・ハウス / Our House 5. ホエン・オー・ホエン / When oh when 6. マイ・ウェイ / My Way | CD         | Vivid Sound VSCD-610                  |
| 2015年6月25日  | LOVE ※ 伊東ゆかりとグリーン・ジンジャー名義 A面 1. グリーン・ジンジャー・フライング / Green Ginger Flying 2. マイ・スウィート・ロード / My Sweet Lord 3. 僕の歌は君の歌 / Your Song 4. ふたりの誓い / For All We Know 5. 悲しみは鐘の音と共に / One Less Bell To Answer 6. アンド・ナウ・アイ・ノウ / And Now I Know B面 1. ラヴ / Love 2. ある愛の詩 / Love Story 3. 遙かなる影 / Close To You 4. アワ・ハウス / Our House 5. ホエン・オー・ホエン / When oh when 6. マイ・ウェイ / My Way | CD         | SHOWBOAT SWAX-1019                    |
| 2019年9月20日  | LOVE ※ 伊東ゆかりとグリーン・ジンジャー名義 A面 1. グリーン・ジンジャー・フライング / Green Ginger Flying 2. マイ・スウィート・ロード / My Sweet Lord 3. 僕の歌は君の歌 / Your Song 4. ふたりの誓い / For All We Know 5. 悲しみは鐘の音と共に / One Less Bell To Answer 6. アンド・ナウ・アイ・ノウ / And Now I Know B面 1. ラヴ / Love 2. ある愛の詩 / Love Story 3. 遙かなる影 / Close To You 4. アワ・ハウス / Our House 5. ホエン・オー・ホエン / When oh when 6. マイ・ウェイ / My Way | CD         | SHOWBOAT SWAX-1019A                   |
| 2022年12月7日  | LOVE ※ 伊東ゆかりとグリーン・ジンジャー名義 A面 1. グリーン・ジンジャー・フライング / Green Ginger Flying 2. マイ・スウィート・ロード / My Sweet Lord 3. 僕の歌は君の歌 / Your Song 4. ふたりの誓い / For All We Know 5. 悲しみは鐘の音と共に / One Less Bell To Answer 6. アンド・ナウ・アイ・ノウ / And Now I Know B面 1. ラヴ / Love 2. ある愛の詩 / Love Story 3. 遙かなる影 / Close To You 4. アワ・ハウス / Our House 5. ホエン・オー・ホエン / When oh when 6. マイ・ウェイ / My Way | 配信       | AAC-LC 320kbps COKM-44082             |
| 2022年12月7日  | LOVE ※ 伊東ゆかりとグリーン・ジンジャー名義 A面 1. グリーン・ジンジャー・フライング / Green Ginger Flying 2. マイ・スウィート・ロード / My Sweet Lord 3. 僕の歌は君の歌 / Your Song 4. ふたりの誓い / For All We Know 5. 悲しみは鐘の音と共に / One Less Bell To Answer 6. アンド・ナウ・アイ・ノウ / And Now I Know B面 1. ラヴ / Love 2. ある愛の詩 / Love Story 3. 遙かなる影 / Close To You 4. アワ・ハウス / Our House 5. ホエン・オー・ホエン / When oh when 6. マイ・ウェイ / My Way | 配信       | FLAC｜44.1kHz/16bit                   |
| 2024年6月25日  | LOVE ※ 伊東ゆかりとグリーン・ジンジャー名義 A面 1. グリーン・ジンジャー・フライング / Green Ginger Flying 2. マイ・スウィート・ロード / My Sweet Lord 3. 僕の歌は君の歌 / Your Song 4. ふたりの誓い / For All We Know 5. 悲しみは鐘の音と共に / One Less Bell To Answer 6. アンド・ナウ・アイ・ノウ / And Now I Know B面 1. ラヴ / Love 2. ある愛の詩 / Love Story 3. 遙かなる影 / Close To You 4. アワ・ハウス / Our House 5. ホエン・オー・ホエン / When oh when 6. マイ・ウェイ / My Way | CD         | SHOWBOAT SWAX-1019C                   |
| 1972年         | 旅 A面 1. 遠くへ行きたい 2. 女ひとり 3. 知床旅情 4. 白いサンゴ礁 5. 誰も知らない B面 1. さすらい 2. 北帰行 3. 雪の降る町を 4. さすらいの唄 5. はてしなき旅 | LP         | DENON／日本コロムビア CD-5036         |
| 2022年12月7日  | 旅 A面 1. 遠くへ行きたい 2. 女ひとり 3. 知床旅情 4. 白いサンゴ礁 5. 誰も知らない B面 1. さすらい 2. 北帰行 3. 雪の降る町を 4. さすらいの唄 5. はてしなき旅 | 配信       | AAC-LC 320kbps COKM-44083             |
| 2022年12月7日  | 旅 A面 1. 遠くへ行きたい 2. 女ひとり 3. 知床旅情 4. 白いサンゴ礁 5. 誰も知らない B面 1. さすらい 2. 北帰行 3. 雪の降る町を 4. さすらいの唄 5. はてしなき旅 | 配信       | FLAC｜44.1kHz/16bit                   |
| 1975年11月20日 | わたし女ですもの A面 1. わたし女ですもの 2. おひとよし 3. 酒場にて 4. そのまま歩いて 5. つかれたわけじゃないわ 6. 襟裳岬 B面 1. 昭和枯れすゝき 2. わたしは西へ 3. ゆうべ 4. わたし祈ってます 5. 二人の風景 6. シクラメンのかほり | LP         | DENON／日本コロムビア JDX-7068        |
| 2022年12月21日 | わたし女ですもの A面 1. わたし女ですもの 2. おひとよし 3. 酒場にて 4. そのまま歩いて 5. つかれたわけじゃないわ 6. 襟裳岬 B面 1. 昭和枯れすゝき 2. わたしは西へ 3. ゆうべ 4. わたし祈ってます 5. 二人の風景 6. シクラメンのかほり | 配信       | AAC-LC 320kbps COKM-44089             |
| 2022年12月21日 | わたし女ですもの A面 1. わたし女ですもの 2. おひとよし 3. 酒場にて 4. そのまま歩いて 5. つかれたわけじゃないわ 6. 襟裳岬 B面 1. 昭和枯れすゝき 2. わたしは西へ 3. ゆうべ 4. わたし祈ってます 5. 二人の風景 6. シクラメンのかほり | 配信       | FLAC｜44.1kHz/16bit                   |
| 1979年         | サウンド・イン ''S'' 歌：伊東ゆかり・松崎しげる／コーラス：タイムファイブ A面 1. ウィー・アー・オール・アローン / We Are All Alone 2. 夢のカリフォルニア / California Dreaming 3. 失なわれた世界 / Too Much Heaven 4. ユー・アー・エブリシング / You Are Everything 5. ラビング・アームス / Loving Arms B面 1. いとしのエリー 2. 枯葉 / The Autumn Leaves〜 恋はみずいろ / Love Is Blue 3. ビレッジピープルメドレ 〜 夢のカリフォルニア 4. ユー・アンド・アイ / You And I | LP         | invitation／ビクター音楽産業 VIH-6053 |
| 1991年10月21日 | ラヴ・アフェア〜アメリカン・ソング・バラード 1. イフ 2. もう誰も愛さない 3. 渚のデイト～ボーイハント 4. かつて愛した人へ 5. 雨の恋人 6. ムーンライト・パーティー 7. まごころ 8. この愛があれば 9. 夏の6週間 10. 背中 | CD         | アルファレコード                      |
| 1992年11月1日  | MY HAPPINESS〜SINGS THE BEAUTIFUL DAYS 1. ひさしぶりね / It's Been A Long, Long Time 2. またひとりぼっち / Don't it make my brown eyes blue 3. あなたと別れるなら / If Ever I Would Leave You 4. すてきな恋人 / Because of you 5. 愛は限りなく / Dio come ti amo 6. マイ・ハピネス / My Happiness 7. テネシー・ワルツ / Tennessee Waltz 8. 愛は翼にのって / Wind Beneath My Wings 9. セプテンバー・ソング / September Song 10. 夢見る想い / Non ho l'eta 11. 雨に想いを / Come In From The Rain | CD         | アルファレコード                      |
| 2002年12月25日 | Touch Me Lightly 1. 卒業写真 2. スカイレストラン 3. 瞳がほほえむから 4. 18才の彼 5. いい日旅立ち 6. どうぞこのまま 7. 百万本のバラ 8. セカンド・ラブ 9. ワインレッドの心 10. 純愛ラプソディ 11. 無縁坂 12. Sweet Memories 13. Touch Me Lightly (Easy On The Heart) 14. 瞳がほほえむから (ボーナス・トラック) | CD         | ユニバーサル・ミュージック UICZ-4053  |
| 2013年4月3日   | メモリーズ・オブ・ミー 1. 恋のしずく 2. 小指の想い出 3. 天使の誘惑 4. ブルーライト・ヨコハマ 5. 世界は二人のために 6. ふたりの小舟～The Water Is Wide～ 7. あなたしか見えない 8. ゆうべの秘密 9. 白い蝶のサンバ 10. 逢いたくて逢いたくて 11. 白い色は恋人の色 12. 片想い | CD         | 徳間ジャパン TKCA-73885               |
| 2014年9月25日  | The Look of Love 1. Let It Be Me 2. This Girl (This Guy's in love with You) 3. The Look of Love 4. By The Time I Get to Phoenix 5. Scarborough Fair 6. Aquarius -Let The Sunshine in- 7. Massachusetts 8. Day Tripper 9. The Beat Goes on 10. And I Love Him (And I Love Her) 11. The Shadow of Your Smile 12. Dio Come Ti Amo | 紙ジャケCD | SHOWBOAT SWAX-1021                    |
| 2020年5月20日  | The Look of Love 1. Let It Be Me 2. This Girl (This Guy's in love with You) 3. The Look of Love 4. By The Time I Get to Phoenix 5. Scarborough Fair 6. Aquarius -Let The Sunshine in- 7. Massachusetts 8. Day Tripper 9. The Beat Goes on 10. And I Love Him (And I Love Her) 11. The Shadow of Your Smile 12. Dio Come Ti Amo | 紙ジャケCD | SHOWBOAT SWAX-1021A                   |
| 2024年6月25日  | The Look of Love 1. Let It Be Me 2. This Girl (This Guy's in love with You) 3. The Look of Love 4. By The Time I Get to Phoenix 5. Scarborough Fair 6. Aquarius -Let The Sunshine in- 7. Massachusetts 8. Day Tripper 9. The Beat Goes on 10. And I Love Him (And I Love Her) 11. The Shadow of Your Smile 12. Dio Come Ti Amo | 紙ジャケCD | SHOWBOAT SWAX-1021C                   |
| 2014年11月19日 | メモリーズ・オブ・ミー2〜sings bossa 1. どうぞこのまま 2. ウナ・セラ・ディ東京 3. Mr.サマータイム 4. フィーリング 5. ミスティ・トワイライト 6. セカンド・ラブ 7. とまどいトワイライト 8. 思い出は美しすぎて 9. 愛するあした 10. もう一度 11. シルエット・ロマンス 12. Blue Moon Blue 13. あの日にかえりたい | CD         | 徳間ジャパン TKCA-74162               |
| 2015年5月20日  | ゆかりのラヴ・ソングス 1. 愛するあした 2. ひとみの中の世界 3. そしてそれから 4. そしてあるときは〈懐かしい海辺をあとにして〉 5. 手をさしのべて 6. インディゴ・ブルー 7. 宿命の祈り 8. 横を向いたの 9. 昨日までの雨 10. 書きかけた自叙伝 11. 今ここで 12. 恋の予感 13. もし 14. 口づけからもう一度 | 紙ジャケCD | SWAX RECORDS SWAX-1029                |
| 2021年11月20日 | ゆかりのラヴ・ソングス 1. 愛するあした 2. ひとみの中の世界 3. そしてそれから 4. そしてあるときは〈懐かしい海辺をあとにして〉 5. 手をさしのべて 6. インディゴ・ブルー 7. 宿命の祈り 8. 横を向いたの 9. 昨日までの雨 10. 書きかけた自叙伝 11. 今ここで 12. 恋の予感 13. もし 14. 口づけからもう一度 | 紙ジャケCD | SWAX RECORDS SWAX-1029B               |
| 2024年9月30日  | ゆかりのラヴ・ソングス 1. 愛するあした 2. ひとみの中の世界 3. そしてそれから 4. そしてあるときは〈懐かしい海辺をあとにして〉 5. 手をさしのべて 6. インディゴ・ブルー 7. 宿命の祈り 8. 横を向いたの 9. 昨日までの雨 10. 書きかけた自叙伝 11. 今ここで 12. 恋の予感 13. もし 14. 口づけからもう一度 | 紙ジャケCD | SWAX RECORDS SWAX-1029C               |
| 2015年10月20日 | WITHOUT YOU 1. ウィズアウト・ユー 2. 悲しみはある日突然 3. 風のささやき 4. ガラスの鍵 5. 雪がふる 6. 恥らい 7. 或る手紙 8. それから二人は 9. 風が吹く道 10. あなたの部屋で 11. 嘆きのセレナーデ 12. 生きる歓び | 紙ジャケCD | SWAX RECORDS SWAX-1036                |
| 2020年10月20日 | WITHOUT YOU 1. ウィズアウト・ユー 2. 悲しみはある日突然 3. 風のささやき 4. ガラスの鍵 5. 雪がふる 6. 恥らい 7. 或る手紙 8. それから二人は 9. 風が吹く道 10. あなたの部屋で 11. 嘆きのセレナーデ 12. 生きる歓び | 紙ジャケCD | SWAX RECORDS SWAX-1036A               |
| 2024年10月20日 | WITHOUT YOU 1. ウィズアウト・ユー 2. 悲しみはある日突然 3. 風のささやき 4. ガラスの鍵 5. 雪がふる 6. 恥らい 7. 或る手紙 8. それから二人は 9. 風が吹く道 10. あなたの部屋で 11. 嘆きのセレナーデ 12. 生きる歓び | 紙ジャケCD | SWAX RECORDS SWAX-1036C               |
| 2016年1月25日  | ゆかりスタンダードを歌う 1. ジャニー・ギター / Johnny Guitar 2. モナリザ / Mona Lisa 3. 霧のロンドンブリッジ / On The London Bridge 4. ムーン・リバー / Moon River 5. オー・マイ・パパ / Oh My Papa 6. アンド・アイ・ハー / And I Love Her 7. ジェルソミーナ / Gelsomina 8. イパネマの娘 / The Girl From Ipanema 9. パリの屋根の下 / Sous Les Toits De Paris 10. 奥様お手をどうぞ / Ich küsse Ihre Hand,Madame 11. 小さな喫茶店 / In Einer Kleinen Konditori 12. ブルー・カナリア / Blue Canary 13. 月下値千金 / Get Out And Under The Moon 14. 私の青空 / My Blue Heaven 15. 林檎の木の下で / In The Shade Of The Old Apple Tree 16. ビビディ・バビディ・ブー / Bibbidi Bobbidi Boo 17. テネシー・ワルツ / Tennessee Waltz 18. トゥ・ヤング / Too Young) | 紙ジャケCD | SHOWBOAT SWAX-1031                    |
| 2019年1月25日  | ゆかりスタンダードを歌う 1. ジャニー・ギター / Johnny Guitar 2. モナリザ / Mona Lisa 3. 霧のロンドンブリッジ / On The London Bridge 4. ムーン・リバー / Moon River 5. オー・マイ・パパ / Oh My Papa 6. アンド・アイ・ハー / And I Love Her 7. ジェルソミーナ / Gelsomina 8. イパネマの娘 / The Girl From Ipanema 9. パリの屋根の下 / Sous Les Toits De Paris 10. 奥様お手をどうぞ / Ich küsse Ihre Hand,Madame 11. 小さな喫茶店 / In Einer Kleinen Konditori 12. ブルー・カナリア / Blue Canary 13. 月下値千金 / Get Out And Under The Moon 14. 私の青空 / My Blue Heaven 15. 林檎の木の下で / In The Shade Of The Old Apple Tree 16. ビビディ・バビディ・ブー / Bibbidi Bobbidi Boo 17. テネシー・ワルツ / Tennessee Waltz 18. トゥ・ヤング / Too Young) | 紙ジャケCD | SHOWBOAT SWAX-1031A                   |
| 2024年6月25日  | ゆかりスタンダードを歌う 1. ジャニー・ギター / Johnny Guitar 2. モナリザ / Mona Lisa 3. 霧のロンドンブリッジ / On The London Bridge 4. ムーン・リバー / Moon River 5. オー・マイ・パパ / Oh My Papa 6. アンド・アイ・ハー / And I Love Her 7. ジェルソミーナ / Gelsomina 8. イパネマの娘 / The Girl From Ipanema 9. パリの屋根の下 / Sous Les Toits De Paris 10. 奥様お手をどうぞ / Ich küsse Ihre Hand,Madame 11. 小さな喫茶店 / In Einer Kleinen Konditori 12. ブルー・カナリア / Blue Canary 13. 月下値千金 / Get Out And Under The Moon 14. 私の青空 / My Blue Heaven 15. 林檎の木の下で / In The Shade Of The Old Apple Tree 16. ビビディ・バビディ・ブー / Bibbidi Bobbidi Boo 17. テネシー・ワルツ / Tennessee Waltz 18. トゥ・ヤング / Too Young) | 紙ジャケCD | SHOWBOAT SWAX-1031C                   |
| 2016年2月20日  | グッド・ナイト・ベイビー 1. 愛のさざなみ 2. 恋の季節 3. グッド・ナイト・ベイビー 4. ブルー・ライト・ヨコハマ 5. 愛の奇跡 6. みずいろの世界 7. 涙の季節 8. くちづけが怖い 9. 雨の赤坂 10. 初恋の人 11. 人の気も知らないで 12. 小雨降る径 | 紙ジャケCD | SWAX RECORDS SWAX-1032                |
| 2020年8月15日  | グッド・ナイト・ベイビー 1. 愛のさざなみ 2. 恋の季節 3. グッド・ナイト・ベイビー 4. ブルー・ライト・ヨコハマ 5. 愛の奇跡 6. みずいろの世界 7. 涙の季節 8. くちづけが怖い 9. 雨の赤坂 10. 初恋の人 11. 人の気も知らないで 12. 小雨降る径 | 紙ジャケCD | SWAX RECORDS SWAX-1032A               |
| 2024年9月30日  | グッド・ナイト・ベイビー 1. 愛のさざなみ 2. 恋の季節 3. グッド・ナイト・ベイビー 4. ブルー・ライト・ヨコハマ 5. 愛の奇跡 6. みずいろの世界 7. 涙の季節 8. くちづけが怖い 9. 雨の赤坂 10. 初恋の人 11. 人の気も知らないで 12. 小雨降る径 | 紙ジャケCD | SWAX RECORDS SWAX-1032C               |
| 2016年3月20日  | The Nearness of You 1. ニアネス・オブ・ユー 2. ワン・ボーイ 3. いそしぎ 4. ディス・ガイ 5. シャングリラ 6. 星に願いを 7. 恋はフェニックス 8. アンド・アイ・ラブ・ハー 9. トゥ・ラブ・アゲイン 10. ふるえて眠れ 11. 明日を忘れて 12. ヴァイヤ・コン・ディオス | CD         | SHOWBOAT SWAX-1039                    |
| 2020年4月20日  | The Nearness of You 1. ニアネス・オブ・ユー 2. ワン・ボーイ 3. いそしぎ 4. ディス・ガイ 5. シャングリラ 6. 星に願いを 7. 恋はフェニックス 8. アンド・アイ・ラブ・ハー 9. トゥ・ラブ・アゲイン 10. ふるえて眠れ 11. 明日を忘れて 12. ヴァイヤ・コン・ディオス | 紙ジャケCD | SHOWBOAT SWAX-1039A                   |
| 2024年6月25日  | The Nearness of You 1. ニアネス・オブ・ユー 2. ワン・ボーイ 3. いそしぎ 4. ディス・ガイ 5. シャングリラ 6. 星に願いを 7. 恋はフェニックス 8. アンド・アイ・ラブ・ハー 9. トゥ・ラブ・アゲイン 10. ふるえて眠れ 11. 明日を忘れて 12. ヴァイヤ・コン・ディオス | 紙ジャケCD | SHOWBOAT SWAX-1039C                   |
| 2016年4月20日  | Venus in Blue Jeans 1. 恋のブルージーン 2. ジョニー・エンジェル 3. 恋のブルー・アイズ 4. ボビーに首ったけ 5. キス・ミー・セイラー 6. 内気なジョニー 7. 恋のパーム・スプリング 8. ネイビー・ブルー 9. 恋はいじわるネ 10. コーヒー・デイト 11. すてきなカプチーナ 12. いついつまでも 13. ミア・ステラ | 紙ジャケCD | SWAX RECORDS SWAX-1040                |
| 2020年3月20日  | Venus in Blue Jeans 1. 恋のブルージーン 2. ジョニー・エンジェル 3. 恋のブルー・アイズ 4. ボビーに首ったけ 5. キス・ミー・セイラー 6. 内気なジョニー 7. 恋のパーム・スプリング 8. ネイビー・ブルー 9. 恋はいじわるネ 10. コーヒー・デイト 11. すてきなカプチーナ 12. いついつまでも 13. ミア・ステラ | 紙ジャケCD | SWAX RECORDS SWAX-1040A               |
| 2024年10月20日 | Venus in Blue Jeans 1. 恋のブルージーン 2. ジョニー・エンジェル 3. 恋のブルー・アイズ 4. ボビーに首ったけ 5. キス・ミー・セイラー 6. 内気なジョニー 7. 恋のパーム・スプリング 8. ネイビー・ブルー 9. 恋はいじわるネ 10. コーヒー・デイト 11. すてきなカプチーナ 12. いついつまでも 13. ミア・ステラ | 紙ジャケCD | SWAX RECORDS SWAX-1040C               |

#### オリジナル・アルバム
| 発売情報                     | タイトル | 種類           | 型番                                   |
| キングレコード               | キングレコード | キングレコード | キングレコード                         |
| ---------------------------- | --- | -------------- | -------------------------------------- |
| 1967年                       | 小指の想い出 ※ CD化追加曲（2021年版には含まれていない） A面 1. 小指の想い出 2. 淋しくて淋しくて 3. わたしのお星さま 4. 夜霧にかくれて 5. 幸福（しあわせ）くん 6. 小さな恋 B面 1. 愛のわかれ / Non pensare a me 2. 花のささやき / In un fiore 3. ポコ・ドポ 4. マリソルの初恋 / Me Conformo/Marisol 5. 恋する瞳 / L'amore ha i tuoi occhi 6. 愛はかぎりなく / Dio Come Ti Amo 追加曲 1. この気持ちを ※ 2. もう一人私がいたなら ※ 3. 可愛い女 ※ 4. 哀愁の二人 ※ 5. 今日から私は ※ 6. 秋が突然 ※ | LP             | キングレコード SKK-353                 |
| 2015年4月20日                | 小指の想い出 ※ CD化追加曲（2021年版には含まれていない） A面 1. 小指の想い出 2. 淋しくて淋しくて 3. わたしのお星さま 4. 夜霧にかくれて 5. 幸福（しあわせ）くん 6. 小さな恋 B面 1. 愛のわかれ / Non pensare a me 2. 花のささやき / In un fiore 3. ポコ・ドポ 4. マリソルの初恋 / Me Conformo/Marisol 5. 恋する瞳 / L'amore ha i tuoi occhi 6. 愛はかぎりなく / Dio Come Ti Amo 追加曲 1. この気持ちを ※ 2. もう一人私がいたなら ※ 3. 可愛い女 ※ 4. 哀愁の二人 ※ 5. 今日から私は ※ 6. 秋が突然 ※ | CD             | SHOWBOAT SWAX-1028                     |
| 2020年6月20日                | 小指の想い出 ※ CD化追加曲（2021年版には含まれていない） A面 1. 小指の想い出 2. 淋しくて淋しくて 3. わたしのお星さま 4. 夜霧にかくれて 5. 幸福（しあわせ）くん 6. 小さな恋 B面 1. 愛のわかれ / Non pensare a me 2. 花のささやき / In un fiore 3. ポコ・ドポ 4. マリソルの初恋 / Me Conformo/Marisol 5. 恋する瞳 / L'amore ha i tuoi occhi 6. 愛はかぎりなく / Dio Come Ti Amo 追加曲 1. この気持ちを ※ 2. もう一人私がいたなら ※ 3. 可愛い女 ※ 4. 哀愁の二人 ※ 5. 今日から私は ※ 6. 秋が突然 ※ | CD             | SHOWBOAT SWAX-1028A                    |
| 2021年11月17日               | 小指の想い出 ※ CD化追加曲（2021年版には含まれていない） A面 1. 小指の想い出 2. 淋しくて淋しくて 3. わたしのお星さま 4. 夜霧にかくれて 5. 幸福（しあわせ）くん 6. 小さな恋 B面 1. 愛のわかれ / Non pensare a me 2. 花のささやき / In un fiore 3. ポコ・ドポ 4. マリソルの初恋 / Me Conformo/Marisol 5. 恋する瞳 / L'amore ha i tuoi occhi 6. 愛はかぎりなく / Dio Come Ti Amo 追加曲 1. この気持ちを ※ 2. もう一人私がいたなら ※ 3. 可愛い女 ※ 4. 哀愁の二人 ※ 5. 今日から私は ※ 6. 秋が突然 ※ | CD             | キングレコード KICX-5415               |
| 2024年8月25日                | 小指の想い出 ※ CD化追加曲（2021年版には含まれていない） A面 1. 小指の想い出 2. 淋しくて淋しくて 3. わたしのお星さま 4. 夜霧にかくれて 5. 幸福（しあわせ）くん 6. 小さな恋 B面 1. 愛のわかれ / Non pensare a me 2. 花のささやき / In un fiore 3. ポコ・ドポ 4. マリソルの初恋 / Me Conformo/Marisol 5. 恋する瞳 / L'amore ha i tuoi occhi 6. 愛はかぎりなく / Dio Come Ti Amo 追加曲 1. この気持ちを ※ 2. もう一人私がいたなら ※ 3. 可愛い女 ※ 4. 哀愁の二人 ※ 5. 今日から私は ※ 6. 秋が突然 ※ | 紙ジャケCD     | SHOWBOAT SWAX-1028C                    |
| DENON／日本コロムビア        | |                |                                        |
| 1970年11月                   | ゆかりの新しい世界 A面 1. 瞳の中から 2. まっすぐ歩けない 3. 恥じらい 4. 美しい変身 5. ガラスの鍵 6. こよみ B面 1. さすらい 2. 愛だけがいのち 3. 雪がふる 4. レモンの恋人 5. 風のささやき 6. いつも昨日のように | LP             | DENON／日本コロムビア CD-5023          |
| 2022年12月7日                | ゆかりの新しい世界 A面 1. 瞳の中から 2. まっすぐ歩けない 3. 恥じらい 4. 美しい変身 5. ガラスの鍵 6. こよみ B面 1. さすらい 2. 愛だけがいのち 3. 雪がふる 4. レモンの恋人 5. 風のささやき 6. いつも昨日のように | 配信           | AAC-LC 320kbps COKM-44081              |
| 2022年12月7日                | ゆかりの新しい世界 A面 1. 瞳の中から 2. まっすぐ歩けない 3. 恥じらい 4. 美しい変身 5. ガラスの鍵 6. こよみ B面 1. さすらい 2. 愛だけがいのち 3. 雪がふる 4. レモンの恋人 5. 風のささやき 6. いつも昨日のように | 配信           | FLAC｜44.1kHz/16bit                    |
| 1972年                       | ふたたび愛を～伊東ゆかり・筒美京平 Love Sounds ※ CD化追加曲 A面 1. 陽はまた、昇る 2. 幸せへの道 3. 花の咲く頃 4. 遅すぎた人 5. 愛の光 6. いつからか B面 1. いつもなら 2. 夢でいいから 3. 幸福ですか 4. 愛こそいちずに 5. 恋のゆくえ 6. ふたたび愛を 追加曲 1. 明日をめざして ※ 2. 誰も知らない ※ 3. よせばいいのに ※ 4. ロマンチスト ※ 5. プレイボーイ・マガジン ※ 6. あなたの存在 ※ 7. 不思議な男 ※                                                                                          | LP             | DENON／日本コロムビア LP-R80           |
| 2015年10月15日               | ふたたび愛を～伊東ゆかり・筒美京平 Love Sounds ※ CD化追加曲 A面 1. 陽はまた、昇る 2. 幸せへの道 3. 花の咲く頃 4. 遅すぎた人 5. 愛の光 6. いつからか B面 1. いつもなら 2. 夢でいいから 3. 幸福ですか 4. 愛こそいちずに 5. 恋のゆくえ 6. ふたたび愛を 追加曲 1. 明日をめざして ※ 2. 誰も知らない ※ 3. よせばいいのに ※ 4. ロマンチスト ※ 5. プレイボーイ・マガジン ※ 6. あなたの存在 ※ 7. 不思議な男 ※                                                                                          | 紙ジャケCD     | SHOWBOAT SWAX-1018                     |
| 2019年8月20日                | ふたたび愛を～伊東ゆかり・筒美京平 Love Sounds ※ CD化追加曲 A面 1. 陽はまた、昇る 2. 幸せへの道 3. 花の咲く頃 4. 遅すぎた人 5. 愛の光 6. いつからか B面 1. いつもなら 2. 夢でいいから 3. 幸福ですか 4. 愛こそいちずに 5. 恋のゆくえ 6. ふたたび愛を 追加曲 1. 明日をめざして ※ 2. 誰も知らない ※ 3. よせばいいのに ※ 4. ロマンチスト ※ 5. プレイボーイ・マガジン ※ 6. あなたの存在 ※ 7. 不思議な男 ※                                                                                          | 紙ジャケCD     | SHOWBOAT SWAX-1018A                    |
| 2020年11月15日               | ふたたび愛を～伊東ゆかり・筒美京平 Love Sounds ※ CD化追加曲 A面 1. 陽はまた、昇る 2. 幸せへの道 3. 花の咲く頃 4. 遅すぎた人 5. 愛の光 6. いつからか B面 1. いつもなら 2. 夢でいいから 3. 幸福ですか 4. 愛こそいちずに 5. 恋のゆくえ 6. ふたたび愛を 追加曲 1. 明日をめざして ※ 2. 誰も知らない ※ 3. よせばいいのに ※ 4. ロマンチスト ※ 5. プレイボーイ・マガジン ※ 6. あなたの存在 ※ 7. 不思議な男 ※                                                                                          | 紙ジャケCD     | SHOWBOAT SWAX-1018B                    |
| 2021年11月3日                | ふたたび愛を～伊東ゆかり・筒美京平 Love Sounds ※ CD化追加曲 A面 1. 陽はまた、昇る 2. 幸せへの道 3. 花の咲く頃 4. 遅すぎた人 5. 愛の光 6. いつからか B面 1. いつもなら 2. 夢でいいから 3. 幸福ですか 4. 愛こそいちずに 5. 恋のゆくえ 6. ふたたび愛を 追加曲 1. 明日をめざして ※ 2. 誰も知らない ※ 3. よせばいいのに ※ 4. ロマンチスト ※ 5. プレイボーイ・マガジン ※ 6. あなたの存在 ※ 7. 不思議な男 ※                                                                                          | LP             | 日本コロムビア COJA-9441               |
| 2022年12月7日                | ふたたび愛を～伊東ゆかり・筒美京平 Love Sounds ※ CD化追加曲 A面 1. 陽はまた、昇る 2. 幸せへの道 3. 花の咲く頃 4. 遅すぎた人 5. 愛の光 6. いつからか B面 1. いつもなら 2. 夢でいいから 3. 幸福ですか 4. 愛こそいちずに 5. 恋のゆくえ 6. ふたたび愛を 追加曲 1. 明日をめざして ※ 2. 誰も知らない ※ 3. よせばいいのに ※ 4. ロマンチスト ※ 5. プレイボーイ・マガジン ※ 6. あなたの存在 ※ 7. 不思議な男 ※                                                                                          | 配信           | AAC-LC 320kbps COKM-44085              |
| 2022年12月7日                | ふたたび愛を～伊東ゆかり・筒美京平 Love Sounds ※ CD化追加曲 A面 1. 陽はまた、昇る 2. 幸せへの道 3. 花の咲く頃 4. 遅すぎた人 5. 愛の光 6. いつからか B面 1. いつもなら 2. 夢でいいから 3. 幸福ですか 4. 愛こそいちずに 5. 恋のゆくえ 6. ふたたび愛を 追加曲 1. 明日をめざして ※ 2. 誰も知らない ※ 3. よせばいいのに ※ 4. ロマンチスト ※ 5. プレイボーイ・マガジン ※ 6. あなたの存在 ※ 7. 不思議な男 ※                                                                                          | 配信           | FLAC｜44.1kHz/16bit                    |
| 1973年                       | 伊東ゆかりのすばらしい世界 A面 1. 或る手紙 2. 風が吹く道 3. 恋の旅路 4. ウィスアウト・ユー 5. 朝が来たら 6. 行かないで B面 1. 竹田の子守唄 2. わからの詩 3. 愛する人もなく 4. 哀しみの朝 5. 恋の終わりに 6. そして今は幸福 | LP             | DENON／日本コロムビア CD-5050          |
| 2022年12月21日               | 伊東ゆかりのすばらしい世界 A面 1. 或る手紙 2. 風が吹く道 3. 恋の旅路 4. ウィスアウト・ユー 5. 朝が来たら 6. 行かないで B面 1. 竹田の子守唄 2. わからの詩 3. 愛する人もなく 4. 哀しみの朝 5. 恋の終わりに 6. そして今は幸福 | 配信           | AAC-LC 320kbps COKM-44086              |
| 2022年12月21日               | 伊東ゆかりのすばらしい世界 A面 1. 或る手紙 2. 風が吹く道 3. 恋の旅路 4. ウィスアウト・ユー 5. 朝が来たら 6. 行かないで B面 1. 竹田の子守唄 2. わからの詩 3. 愛する人もなく 4. 哀しみの朝 5. 恋の終わりに 6. そして今は幸福 | 配信           | FLAC｜44.1kHz/16bit                    |
| 1973年                       | あのひと A面 1. あのひと 2. 不思議な男（ひと） 3. この愛に生きたい 4. 帰って来た私 5. 愛の小舟 6. 悲しみはある日突然 B面 1. あなたの存在 2. それから二人は 3. 愛ふたたび 4. あなたの部屋で 5. 運命のいたずら 6. 生きる歓び | LP             | DENON／日本コロムビア JDX-7015         |
| 2022年12月21日               | あのひと A面 1. あのひと 2. 不思議な男（ひと） 3. この愛に生きたい 4. 帰って来た私 5. 愛の小舟 6. 悲しみはある日突然 B面 1. あなたの存在 2. それから二人は 3. 愛ふたたび 4. あなたの部屋で 5. 運命のいたずら 6. 生きる歓び | 配信           | AAC-LC 320kbps COKM-44087              |
| 2022年12月21日               | あのひと A面 1. あのひと 2. 不思議な男（ひと） 3. この愛に生きたい 4. 帰って来た私 5. 愛の小舟 6. 悲しみはある日突然 B面 1. あなたの存在 2. それから二人は 3. 愛ふたたび 4. あなたの部屋で 5. 運命のいたずら 6. 生きる歓び | 配信           | FLAC｜44.1kHz/16bit                    |
| 1976年4月25日                | やさしい女 A面 1. 1990年 2. 夏の六週間 3. 古い映画の愛の唄 4. おきざりにした愛 5. 女の見た窓 6. 夜汽車 B面 1. すれちがう電車のように 2. ふたつの子守唄 3. ほおじろの鳴く朝 4. 嘆きのセレナーデ 5. 朝刊 6. 女の顔 | LP             | DENON／日本コロムビア PP-7002          |
| 2022年12月21日               | やさしい女 A面 1. 1990年 2. 夏の六週間 3. 古い映画の愛の唄 4. おきざりにした愛 5. 女の見た窓 6. 夜汽車 B面 1. すれちがう電車のように 2. ふたつの子守唄 3. ほおじろの鳴く朝 4. 嘆きのセレナーデ 5. 朝刊 6. 女の顔 | 配信           |                                        |
| 2022年12月21日               | やさしい女 A面 1. 1990年 2. 夏の六週間 3. 古い映画の愛の唄 4. おきざりにした愛 5. 女の見た窓 6. 夜汽車 B面 1. すれちがう電車のように 2. ふたつの子守唄 3. ほおじろの鳴く朝 4. 嘆きのセレナーデ 5. 朝刊 6. 女の顔 | 配信           | AAC-LC 320kbps COKM-44090              |
| 1976年2月                    | わかれ雪 A面 1. わかれ雪 2. 哀しみの朝 3. それから二人は 4. 二人の風景 5. お帰りなさい 6. 春を待ちます B面 1. わたし女ですもの 2. わかれの詩 3. ゆうべ 4. この愛に生きたい 5. そのまま歩いて 6. そして今は幸福（しあわせ） | LP             | DENON／日本コロムビア JDX-7075         |
| invitation／ビクター音楽産業 | |                |                                        |
| 1978年10月25日               | yukari あなたの隣りに A面 1. 夢、からまわり 2. あなたの隣りに 3. ほんのり愛して 4. テンダー・レイン 5. シルエット B面 1. 時の揺りかご 2. 夢売り人 3. うしろすがた 4. アンティックドール 5. クライマックス | LP             | invitation／ビクター音楽産業 VIH-6030  |
| 1979年7月25日                | あなたしか見えない A面 1. あなたしか見えない 2. 名残りのスキャット 3. 移り気な人 4. イン・ザ・ムード 5. 愛は化石のように B面 1. 残された心 2. 遠慮しないで 3. ハッピー・バースディ 4. 或る日 5. おやすみ恋人 | LP             | invitation／ビクター音楽産業 VIH-6046  |
| 1980年6月21日                | 素描(Sketch) A面 1. もう一度 2. アイ・ビロング・トゥ・ユー 3. 今夜はここまで 4. 心の砂丘 5. セ・ラ・ビー B面 1. 夢芝居 2. エンドレス 3. 孤独な階段 4. グッド・モーメント グッド・フィーリング 5. さよならのニュアンス | LP             | invitation／ビクター音楽産業 VIH-28004 |
| 1981年10月15日               | 愛する嘘を知ってますか。女に関する10章 A面 1. Room No.1929 2. 都会のリズム 3. シャツのボタン 4. 結婚生活 5. 昔と同じね B面 1. Mirror-Ball Dance 2. ・・・許して 3. 女ざかり 4. 情夫（ジゴロ） 5. 長電話 | LP             | invitation／ビクター音楽産業 VIH-28050 |
| 1982年12月16日               | MISTY HOUR ※ 林哲司プロデュース A面 1. こんな優しい雨の日は 2. 恋人たち 3. 告白 4. After Dark 5. SAYONARA B面 1. 心はスローダウン 2. マリコ 3. 宛先はTokyo 4. 再会レストラン 5. ナイト・ミラージュ ボーナストラック 1. 強がり | LP             | invitation／ビクター音楽産業 VIH-28111 |
| 1982年12月16日               | MISTY HOUR ※ 林哲司プロデュース A面 1. こんな優しい雨の日は 2. 恋人たち 3. 告白 4. After Dark 5. SAYONARA B面 1. 心はスローダウン 2. マリコ 3. 宛先はTokyo 4. 再会レストラン 5. ナイト・ミラージュ ボーナストラック 1. 強がり | CT             | invitation／ビクター音楽産業 VCF-10120 |
| 2018年4月25日                | MISTY HOUR ※ 林哲司プロデュース A面 1. こんな優しい雨の日は 2. 恋人たち 3. 告白 4. After Dark 5. SAYONARA B面 1. 心はスローダウン 2. マリコ 3. 宛先はTokyo 4. 再会レストラン 5. ナイト・ミラージュ ボーナストラック 1. 強がり | CD             | ヴィヴィド・サウンド RATCD-4411        |
| 2023年10月25日               | MISTY HOUR ※ 林哲司プロデュース A面 1. こんな優しい雨の日は 2. 恋人たち 3. 告白 4. After Dark 5. SAYONARA B面 1. 心はスローダウン 2. マリコ 3. 宛先はTokyo 4. 再会レストラン 5. ナイト・ミラージュ ボーナストラック 1. 強がり | UHQCD          | Victor Entertainment VICL-77053        |
| TDK RECORDS                  | |                |                                        |
| 1984年9月5日                 | ふぁど（Fado） A面 1. ふぁど（Fado） 2. 昼顔 3. 三度目の正直 4. マティーニともだち 5. わかれ道 B面 1. 雨 2. 秋のジャスミン・ティー 3. 今夜だけ涙 4. Sympathy 5. 夜のさざなみ | LP             | TDK RECORDS T28A-1033                  |
| 1984年9月5日                 | ふぁど（Fado） A面 1. ふぁど（Fado） 2. 昼顔 3. 三度目の正直 4. マティーニともだち 5. わかれ道 B面 1. 雨 2. 秋のジャスミン・ティー 3. 今夜だけ涙 4. Sympathy 5. 夜のさざなみ | CT             | TDK RECORDS T28H-1033                  |
| 1985年5月21日                | ふぁど（Fado） A面 1. ふぁど（Fado） 2. 昼顔 3. 三度目の正直 4. マティーニともだち 5. わかれ道 B面 1. 雨 2. 秋のジャスミン・ティー 3. 今夜だけ涙 4. Sympathy 5. 夜のさざなみ | CD             | TDK RECORDS T32X-1006                  |
| 1986年4月1日                 | HANAGUMORI A面 1. 恋のFesta 2. いつか二人で 3. 明日までJealousy 4. HANAGUMORI 5. 男でなく女でなく B面 1. ダイヤル0を廻して 2. 美しすぎる夜に 3. 愛鍵 4. 夢の入江に銀の月 5. 水夫の子守唄 | LP             | TDK RECORDS T28A-1052                  |
| アルファレコード             | |                |                                        |
| 1988年9月25日                | 誘われて A面 1. 誘われて 2. センチメンタル・ソング 3. 恋のゆくえ（Loving You） 4. 予感 5. 愛されて B面 1. セレナーデ 2. Twilight Kiss 3. 電話 4. また逢うさ 5. 悲しみに唄えば（Singing' In The Blues） | LP             | アルファレコード 32XA-216              |
| ２023年3月1日                | 誘われて A面 1. 誘われて 2. センチメンタル・ソング 3. 恋のゆくえ（Loving You） 4. 予感 5. 愛されて B面 1. セレナーデ 2. Twilight Kiss 3. 電話 4. また逢うさ 5. 悲しみに唄えば（Singing' In The Blues） | 配信           | AAC-LC 320kbps                         |
| ２023年3月1日                | 誘われて A面 1. 誘われて 2. センチメンタル・ソング 3. 恋のゆくえ（Loving You） 4. 予感 5. 愛されて B面 1. セレナーデ 2. Twilight Kiss 3. 電話 4. また逢うさ 5. 悲しみに唄えば（Singing' In The Blues） | 配信           | FLAC｜44.1kHz/16bit                    |
| 1990年1月25日                | Because You Are～あなたがいるから～ 1. My Dear! 2. Because You Are ～あなたがいるから～ 3. もっと∞どうぞ 4. Destiny 5. ちょっとだけGood-bye 6. 愛せる人を探すだけ 7. ボサノバに泣いている 8. 素肌からFall in love 9. 想いでになれるなら 10. Memory with You 11. 1990年 | CD             | アルファレコード ALCA-2                |
| ２023年3月1日                | Because You Are～あなたがいるから～ 1. My Dear! 2. Because You Are ～あなたがいるから～ 3. もっと∞どうぞ 4. Destiny 5. ちょっとだけGood-bye 6. 愛せる人を探すだけ 7. ボサノバに泣いている 8. 素肌からFall in love 9. 想いでになれるなら 10. Memory with You 11. 1990年 | 配信           | AAC-LC 320kbps                         |
| ２023年3月1日                | Because You Are～あなたがいるから～ 1. My Dear! 2. Because You Are ～あなたがいるから～ 3. もっと∞どうぞ 4. Destiny 5. ちょっとだけGood-bye 6. 愛せる人を探すだけ 7. ボサノバに泣いている 8. 素肌からFall in love 9. 想いでになれるなら 10. Memory with You 11. 1990年 | 配信           | FLAC｜44.1kHz/16bit                    |
| 1994年11月2日                | Infinity 1. あなたの隣りに 2. もう一度 3. あなたしか見えない 4. わかれ道 5. 秋のジャスミン・ティー 6. 今夜だけ涙 7. 夜のさざなみ 8. 明日までジェラシー 9. HANAGUMORI 10. あなたのすべてを 11. 誘われて 12. セレナーデ 13. マイ・ディア! 14. 1990年 | CD             | アルファレコード                       |
| 1995年10月18日               | Beautiful Days 1. 七色の絵の具 2. ビューティフル・デイズ 3. 想い 4. ラヴ・レター 5. そこからとこれからの季節 6. やわらかな夜に 7. 突然の贈りもの 8. あなたの隣りに 9. 明日、めぐり逢い | CD             | アルファレコード                       |
| ２023年3月1日                | Beautiful Days 1. 七色の絵の具 2. ビューティフル・デイズ 3. 想い 4. ラヴ・レター 5. そこからとこれからの季節 6. やわらかな夜に 7. 突然の贈りもの 8. あなたの隣りに 9. 明日、めぐり逢い | 配信           | AAC-LC 320kbps                         |
| ２023年3月1日                | Beautiful Days 1. 七色の絵の具 2. ビューティフル・デイズ 3. 想い 4. ラヴ・レター 5. そこからとこれからの季節 6. やわらかな夜に 7. 突然の贈りもの 8. あなたの隣りに 9. 明日、めぐり逢い | 配信           | FLAC｜44.1kHz/16bit                    |
| BMG JAPAN                    | |                |                                        |
| 2005年5月25日                | あなたのわたし 1. 1001曲のLove Song 2. クローバー 3. あなたのもの 4. ひと時だけ 5. Crazy～狂おしく... 6. 20年 7. あなたしか見えない 8. このままで このままで 9. 愛したすべての彼たちへ 10. 伝言 11. 百万本のバラ 12. いつかどこかで 13. Crazy (英語ヴァージョン) 14. あなたのもの (カラオケ) | CD             | BMG JAPAN                              |
| ２023年3月1日                | あなたのわたし 1. 1001曲のLove Song 2. クローバー 3. あなたのもの 4. ひと時だけ 5. Crazy～狂おしく... 6. 20年 7. あなたしか見えない 8. このままで このままで 9. 愛したすべての彼たちへ 10. 伝言 11. 百万本のバラ 12. いつかどこかで 13. Crazy (英語ヴァージョン) 14. あなたのもの (カラオケ) | 配信           | AAC-LC 320kbps                         |
| ２023年3月1日                | あなたのわたし 1. 1001曲のLove Song 2. クローバー 3. あなたのもの 4. ひと時だけ 5. Crazy～狂おしく... 6. 20年 7. あなたしか見えない 8. このままで このままで 9. 愛したすべての彼たちへ 10. 伝言 11. 百万本のバラ 12. いつかどこかで 13. Crazy (英語ヴァージョン) 14. あなたのもの (カラオケ) | 配信           | FLAC｜44.1kHz/16bit                    |

#### ライブ・アルバム
| 発売日         | アルバム | 規格       | 規格品番                       |
| -------------- | --- | ---------- | ------------------------------ |
| 1970年1月20日  | わたし - 伊東ゆかり リサイタル 1969年11月8日サンケイ・ホールでのコンサートを収録した実況録音盤 A面 1. 恋のおもかげ 2. ポップス・メドレー - バケーション - ロコ・モーション - ビー・マイ・ベイビー - ネイビー・ブルー - ボビーに首ったけ - 恋の売り込み 3. 恋する瞳 4. オリジナル・メドレー - 小指の想い出 - 恋のしずく - 朝を返して 5. 青空のゆくえ B面 1. 信ちゃんとママ - シャボン玉一つ - 七つの子 - 黒ネコのタンゴ - マンマ 2. 雨(あめふり/雨) 3. ピッコラ・ピッコラ 4. 思い出のサンフランシスコ 5. 宿命の祈り 6. 愛する明日 | LP         | キングレコード SKD-30          |
| 2014年10月25日 | わたし - 伊東ゆかり リサイタル 1969年11月8日サンケイ・ホールでのコンサートを収録した実況録音盤 A面 1. 恋のおもかげ 2. ポップス・メドレー - バケーション - ロコ・モーション - ビー・マイ・ベイビー - ネイビー・ブルー - ボビーに首ったけ - 恋の売り込み 3. 恋する瞳 4. オリジナル・メドレー - 小指の想い出 - 恋のしずく - 朝を返して 5. 青空のゆくえ B面 1. 信ちゃんとママ - シャボン玉一つ - 七つの子 - 黒ネコのタンゴ - マンマ 2. 雨(あめふり/雨) 3. ピッコラ・ピッコラ 4. 思い出のサンフランシスコ 5. 宿命の祈り 6. 愛する明日 | 紙ジャケCD | SHOWBOAT SWAX-1022             |
| 2020年7月20日  | わたし - 伊東ゆかり リサイタル 1969年11月8日サンケイ・ホールでのコンサートを収録した実況録音盤 A面 1. 恋のおもかげ 2. ポップス・メドレー - バケーション - ロコ・モーション - ビー・マイ・ベイビー - ネイビー・ブルー - ボビーに首ったけ - 恋の売り込み 3. 恋する瞳 4. オリジナル・メドレー - 小指の想い出 - 恋のしずく - 朝を返して 5. 青空のゆくえ B面 1. 信ちゃんとママ - シャボン玉一つ - 七つの子 - 黒ネコのタンゴ - マンマ 2. 雨(あめふり/雨) 3. ピッコラ・ピッコラ 4. 思い出のサンフランシスコ 5. 宿命の祈り 6. 愛する明日 | 紙ジャケCD | SHOWBOAT SWAX-1022A            |
| 2024年9月30日  | わたし - 伊東ゆかり リサイタル 1969年11月8日サンケイ・ホールでのコンサートを収録した実況録音盤 A面 1. 恋のおもかげ 2. ポップス・メドレー - バケーション - ロコ・モーション - ビー・マイ・ベイビー - ネイビー・ブルー - ボビーに首ったけ - 恋の売り込み 3. 恋する瞳 4. オリジナル・メドレー - 小指の想い出 - 恋のしずく - 朝を返して 5. 青空のゆくえ B面 1. 信ちゃんとママ - シャボン玉一つ - 七つの子 - 黒ネコのタンゴ - マンマ 2. 雨(あめふり/雨) 3. ピッコラ・ピッコラ 4. 思い出のサンフランシスコ 5. 宿命の祈り 6. 愛する明日 | 紙ジャケCD | SHOWBOAT SWAX-1022C            |
| 1972年6月 25日 | ゆかりオン・ステージ ※ 1972年3月22日前橋労音コンサート実況録音 A面 1. 遠くへ行きたい 2. 出発の歌 3. 祖国メドレー - イスラエルの子守唄 Israeli Lullaby - ふるさと - シェリト・リンド / Cielito Lindo 4. 別れの朝 / Was Ich Dir Sagen Will 5. 愛は限りなく / Dio, Come Ti Amo 6. マイ・ウェイ / My Way B面 1. スーパースター / Superstar 2. イエスタデイ / Yesterday 3. つめ 4. 彼 5. 誰も知らない 6. メイ・イーチ・デイ / May Each Day 7. 陽はまた昇る | LP         | Denon／日本コロムビア CD-5037  |
| 2022年12月7日  | ゆかりオン・ステージ ※ 1972年3月22日前橋労音コンサート実況録音 A面 1. 遠くへ行きたい 2. 出発の歌 3. 祖国メドレー - イスラエルの子守唄 Israeli Lullaby - ふるさと - シェリト・リンド / Cielito Lindo 4. 別れの朝 / Was Ich Dir Sagen Will 5. 愛は限りなく / Dio, Come Ti Amo 6. マイ・ウェイ / My Way B面 1. スーパースター / Superstar 2. イエスタデイ / Yesterday 3. つめ 4. 彼 5. 誰も知らない 6. メイ・イーチ・デイ / May Each Day 7. 陽はまた昇る | 配信       | AAC-LC 320kbps COKM-44084      |
| 2022年12月7日  | ゆかりオン・ステージ ※ 1972年3月22日前橋労音コンサート実況録音 A面 1. 遠くへ行きたい 2. 出発の歌 3. 祖国メドレー - イスラエルの子守唄 Israeli Lullaby - ふるさと - シェリト・リンド / Cielito Lindo 4. 別れの朝 / Was Ich Dir Sagen Will 5. 愛は限りなく / Dio, Come Ti Amo 6. マイ・ウェイ / My Way B面 1. スーパースター / Superstar 2. イエスタデイ / Yesterday 3. つめ 4. 彼 5. 誰も知らない 6. メイ・イーチ・デイ / May Each Day 7. 陽はまた昇る | 配信       | FLAC｜44.1kHz/16bit            |
| 1975年5月 25日 | 伊東ゆかりオン・ステージ～ゆかり愛を求めて 民音コンサート実況録音 渋谷公会堂 Disc1 1. 青空のゆくえ 2. 愛のテーマ 3. キリング・ミー・ソフトリー・ウィズ・ヒズ・ソング 4. クロース・トゥ・ユー 5. 幸せの黄色いリボン 6. 愛は限りなく Disc2 1. 愛をもとめて 2. 男と女 3. シェルブールの雨傘 4. シー・ラヴズ・ユー 5. 死ぬほど愛して 6. エーデルワイス 7. 日曜はダメよ 8. シャル・ウイ・ダンス 9. ブルー・ハワイ 10. 黒いオルフェ 11. ラブ・ストーリー Disc3 1. イエスタデイ・ワンス・モア ヴァケイション 2. 渚のデイト 3. 可愛いベイビー 4. カラーに口紅 5. ボーイ・ハント 6. キッセズ・スウィートゥン・ザン・ワイン 7. ラヴ 8. 愛の祈り Disc4 1. 恋のしずく 2. あの人の足音 3. 朝のくちづけ 4. 知らなかったの 5. 深夜放送 6. 陽はまた昇る 7. 生きる歓び 8. メイ・イーチ・デイ | LP         | DENON／日本コロムビア JDX-7052 |
| 2022年12月21日 | 伊東ゆかりオン・ステージ～ゆかり愛を求めて 民音コンサート実況録音 渋谷公会堂 Disc1 1. 青空のゆくえ 2. 愛のテーマ 3. キリング・ミー・ソフトリー・ウィズ・ヒズ・ソング 4. クロース・トゥ・ユー 5. 幸せの黄色いリボン 6. 愛は限りなく Disc2 1. 愛をもとめて 2. 男と女 3. シェルブールの雨傘 4. シー・ラヴズ・ユー 5. 死ぬほど愛して 6. エーデルワイス 7. 日曜はダメよ 8. シャル・ウイ・ダンス 9. ブルー・ハワイ 10. 黒いオルフェ 11. ラブ・ストーリー Disc3 1. イエスタデイ・ワンス・モア ヴァケイション 2. 渚のデイト 3. 可愛いベイビー 4. カラーに口紅 5. ボーイ・ハント 6. キッセズ・スウィートゥン・ザン・ワイン 7. ラヴ 8. 愛の祈り Disc4 1. 恋のしずく 2. あの人の足音 3. 朝のくちづけ 4. 知らなかったの 5. 深夜放送 6. 陽はまた昇る 7. 生きる歓び 8. メイ・イーチ・デイ | 配信       | AAC-LC 320kbps COKM-44088      |
| 2022年12月21日 | 伊東ゆかりオン・ステージ～ゆかり愛を求めて 民音コンサート実況録音 渋谷公会堂 Disc1 1. 青空のゆくえ 2. 愛のテーマ 3. キリング・ミー・ソフトリー・ウィズ・ヒズ・ソング 4. クロース・トゥ・ユー 5. 幸せの黄色いリボン 6. 愛は限りなく Disc2 1. 愛をもとめて 2. 男と女 3. シェルブールの雨傘 4. シー・ラヴズ・ユー 5. 死ぬほど愛して 6. エーデルワイス 7. 日曜はダメよ 8. シャル・ウイ・ダンス 9. ブルー・ハワイ 10. 黒いオルフェ 11. ラブ・ストーリー Disc3 1. イエスタデイ・ワンス・モア ヴァケイション 2. 渚のデイト 3. 可愛いベイビー 4. カラーに口紅 5. ボーイ・ハント 6. キッセズ・スウィートゥン・ザン・ワイン 7. ラヴ 8. 愛の祈り Disc4 1. 恋のしずく 2. あの人の足音 3. 朝のくちづけ 4. 知らなかったの 5. 深夜放送 6. 陽はまた昇る 7. 生きる歓び 8. メイ・イーチ・デイ | 配信       | FLAC｜44.1kHz/16bit            |
| 1999年10月9日  | Stage Doors 1. 倶楽部“ゆめみーな” 2. シャンペン&ワイン 3. 悲しき慕情 4. 涙のワルツ 5. アイ・ドント・ワナ・ゲット・ハート 6. ケ・サラ 7. タンゴ・イタリアーノ 8. レッツゴー・ダンシン～ コニー・フランシス・メドレー:レッツ・ゴー・ダンシン～ボーイ・ハント ～大人になりたい～可愛いベイビー～カラーに口紅 9. 18才の彼 10. 百万本のバラ 11. NOBUKO~渚のデート 12. あなたしか見えない 13. サンキュー・フォー・ザ・ミュージック 14. テイク・ミー・ホーム | CD         | 小澤音楽事務所 ZCCA1002        |
| 2011年9月14日  | Stage Doors 1. 倶楽部“ゆめみーな” 2. シャンペン&ワイン 3. 悲しき慕情 4. 涙のワルツ 5. アイ・ドント・ワナ・ゲット・ハート 6. ケ・サラ 7. タンゴ・イタリアーノ 8. レッツゴー・ダンシン～ コニー・フランシス・メドレー:レッツ・ゴー・ダンシン～ボーイ・ハント ～大人になりたい～可愛いベイビー～カラーに口紅 9. 18才の彼 10. 百万本のバラ 11. NOBUKO~渚のデート 12. あなたしか見えない 13. サンキュー・フォー・ザ・ミュージック 14. テイク・ミー・ホーム | CD         | 小澤音楽事務所 ZCCA1002        |
| 2015年9月20日  | 世界は愛を求めている 1. Love's Theme 2. Killing Me Softly With His Song 3. Close To You 4. What The World Needs Now Is Love 5. Un Homme Et Une Femme 6. Les Parapluies de Cherbourg 7. She Loves You 8. Sinno'me Moro 9. Edelweiss 10. Never On Sunday 11. Shall We Dance? 12. Blue Hawaii 13. Orfeu Negro 14. Love Story 15. Yesterday Once More 16. Kisses Sweeter Than Wine 17. Love 18. Let's Put It All Together 19. Superstar 20. My Way 21. May Each Day | 紙ジャケCD | SHOWBOAT SWAX-1035             |
| 2019年2月20日  | 世界は愛を求めている 1. Love's Theme 2. Killing Me Softly With His Song 3. Close To You 4. What The World Needs Now Is Love 5. Un Homme Et Une Femme 6. Les Parapluies de Cherbourg 7. She Loves You 8. Sinno'me Moro 9. Edelweiss 10. Never On Sunday 11. Shall We Dance? 12. Blue Hawaii 13. Orfeu Negro 14. Love Story 15. Yesterday Once More 16. Kisses Sweeter Than Wine 17. Love 18. Let's Put It All Together 19. Superstar 20. My Way 21. May Each Day | 紙ジャケCD | SHOWBOAT SWAX-1035A            |
| 2021年8月20日  | 世界は愛を求めている 1. Love's Theme 2. Killing Me Softly With His Song 3. Close To You 4. What The World Needs Now Is Love 5. Un Homme Et Une Femme 6. Les Parapluies de Cherbourg 7. She Loves You 8. Sinno'me Moro 9. Edelweiss 10. Never On Sunday 11. Shall We Dance? 12. Blue Hawaii 13. Orfeu Negro 14. Love Story 15. Yesterday Once More 16. Kisses Sweeter Than Wine 17. Love 18. Let's Put It All Together 19. Superstar 20. My Way 21. May Each Day | 紙ジャケCD | SHOWBOAT SWAX-1035B            |
| 2024年10月20日 | 世界は愛を求めている 1. Love's Theme 2. Killing Me Softly With His Song 3. Close To You 4. What The World Needs Now Is Love 5. Un Homme Et Une Femme 6. Les Parapluies de Cherbourg 7. She Loves You 8. Sinno'me Moro 9. Edelweiss 10. Never On Sunday 11. Shall We Dance? 12. Blue Hawaii 13. Orfeu Negro 14. Love Story 15. Yesterday Once More 16. Kisses Sweeter Than Wine 17. Love 18. Let's Put It All Together 19. Superstar 20. My Way 21. May Each Day | 紙ジャケCD | SHOWBOAT SWAX-1035C            |

#### ベスト・アルバム
| 発売日         | アルバム | 規格       | 規格品番                                 |
| -------------- | --- | ---------- | ---------------------------------------- |
| 1968年         | ゆかり デラックス A面 1. 恋のしずく 2. 小指の想い出 3. あのひとの足音 4. 可愛い女 5. 誘わないで 6. あなたの言った言葉 B面 1. マサチューセッツ 2. デイトリッパー 3. ビート・ゴーズ・オン 4. アンド・アイ・ラブ・ヒム 5. いそしぎ（The Shadow of Your Smile） 6. 愛は限りなく（Dio Come Ti Amo） | LP         | キングレコード SKD-3                     |
| 1969年10月20日 | ゆかり・ダブルデラックス／伊東ゆかりゴールデン・リサイタル A面 / ゆかりのゴールデン・ヒッツ 1. 小指の想い出 2. あの人の足音 3. 恋のしずく 4. 朝のくちづけ 5. 知らなかったの 6. 愛して､愛して 7. 朝を返して B面 / ゆかりのポップス 1. レット・イット・ビー・ミー 2. ディス・ガール 3. ルック・オブ・ラヴ 4. 恋はフェニックス 5. スカーボロー・フェア 6. アクアリアス－輝く星座／ミュージカル「HAIR」より C面 / オリジナル・コーナー1 1. ひとみの中の世界 2. そしてそれから 3. そしてあるときは／懐かしい海辺をあとにして 4. 手をさしのべて 5. インディコ・ブルー 6. 宿命の祈り D面 / オリジナル・コーナー2 1. 横を向いたの 2. 昨日までの雨 3. 書きかけた自叙伝 4. 今ここで 5. 恋の予感 6. もし | LP         | キングレコード SKW-3-4                   |
| 1969年         | ゆかりとともに A面 1. 朝のくちづけ 2. 知らなかったの 3. 今日から私は 4. 愛を知ったの 5. 恋のしずく 6. 小指の想い出 B面 1. 秋が突然 2. おしゃれな恋 3. 哀愁の二人 4. 潮風のふたり 5. 星を見ないで 6. 口づけからもう一度 | LP         | キングレコード SKD-13                    |
| 1970年8月1日   | ゆかり A面 1. ヴァケイション 2. ロコモーション 3. 恋する瞳 4. おしゃべりな真珠 5. 愛は限りなく B面 1. 小指の想い出 2. あの人の足音 3. 誘わないで 4. 恋のしずく 5. あなたの言った言葉 C面 1. 星をみないで 2. 朝のくちづけ 3. 知らなかったの 4. おしゃれな恋 5. 愛して愛して D面 1. 朝を返して 2. 青空のゆくえ 3. 宿命の祈り 4. 裸足の恋 5. 結婚 | LP         | キングレコード KR7009-10                 |
| 2015年6月20日  | ゆかりのグレイテスト・ヒッツ 1967-1970 1. 小指の想い出 2. 夜霧にかくれて 3. あの人の足音 4. 誘わないで 5. 恋のしずく 6. あなたの言った言葉 7. 星を見ないで 8. 潮風のふたり 9. 朝のくちずけ 10. 愛を知ったの 11. 知らなかったの 12. おしゃれな恋 13. 愛して愛して 14. 愛するあした 15. 朝を返して 16. 横を向いたの 17. 青空のゆくえ 18. 宿命の祈り 19. 裸足の恋 20. 夢を追う女 21. 結婚 22. 淋しいから | 紙ジャケCD | SHOWBOAT SWAX-1030                       |
| 2019年4月20日  | ゆかりのグレイテスト・ヒッツ 1967-1970 1. 小指の想い出 2. 夜霧にかくれて 3. あの人の足音 4. 誘わないで 5. 恋のしずく 6. あなたの言った言葉 7. 星を見ないで 8. 潮風のふたり 9. 朝のくちずけ 10. 愛を知ったの 11. 知らなかったの 12. おしゃれな恋 13. 愛して愛して 14. 愛するあした 15. 朝を返して 16. 横を向いたの 17. 青空のゆくえ 18. 宿命の祈り 19. 裸足の恋 20. 夢を追う女 21. 結婚 22. 淋しいから | 紙ジャケCD | SHOWBOAT SWAX-1030A                      |
| 2024年8月25日  | ゆかりのグレイテスト・ヒッツ 1967-1970 1. 小指の想い出 2. 夜霧にかくれて 3. あの人の足音 4. 誘わないで 5. 恋のしずく 6. あなたの言った言葉 7. 星を見ないで 8. 潮風のふたり 9. 朝のくちずけ 10. 愛を知ったの 11. 知らなかったの 12. おしゃれな恋 13. 愛して愛して 14. 愛するあした 15. 朝を返して 16. 横を向いたの 17. 青空のゆくえ 18. 宿命の祈り 19. 裸足の恋 20. 夢を追う女 21. 結婚 22. 淋しいから | 紙ジャケCD | SHOWBOAT SWAX-1030C                      |
| 2015年11月20日 | ゆかりのグレイテスト・ヒッツ 1970-1972 デノン／コロムビア時代シングル集第1弾 1. わたしだけのもの 2. そよかぜ 3. さすらい 4. いつも昨日のように 5. 瞳の中から 6. 忘れないでパパ 7. 信頼 8. この不実な人を 9. 明日をめざして 10. これからはじまる静かな朝へ 11. ボーイ・ハント 12. 渚のデイト 13. グリーン・ジンジャー・フライング 14. 遥かなる影 15. 誰も知らない 16. よせばいいのに 17. 彼 18. めぐり逢い 19. 陽はまた昇る 20. いつからか 21. 朝が来たら 22. 愛する人もなく | 紙ジャケCD | SHOWBOAT SWAX-1037                       |
| 2019年5月20日  | ゆかりのグレイテスト・ヒッツ 1970-1972 デノン／コロムビア時代シングル集第1弾 1. わたしだけのもの 2. そよかぜ 3. さすらい 4. いつも昨日のように 5. 瞳の中から 6. 忘れないでパパ 7. 信頼 8. この不実な人を 9. 明日をめざして 10. これからはじまる静かな朝へ 11. ボーイ・ハント 12. 渚のデイト 13. グリーン・ジンジャー・フライング 14. 遥かなる影 15. 誰も知らない 16. よせばいいのに 17. 彼 18. めぐり逢い 19. 陽はまた昇る 20. いつからか 21. 朝が来たら 22. 愛する人もなく | 紙ジャケCD | SHOWBOAT SWAX-1037A                      |
| 2024年8月25日  | ゆかりのグレイテスト・ヒッツ 1970-1972 デノン／コロムビア時代シングル集第1弾 1. わたしだけのもの 2. そよかぜ 3. さすらい 4. いつも昨日のように 5. 瞳の中から 6. 忘れないでパパ 7. 信頼 8. この不実な人を 9. 明日をめざして 10. これからはじまる静かな朝へ 11. ボーイ・ハント 12. 渚のデイト 13. グリーン・ジンジャー・フライング 14. 遥かなる影 15. 誰も知らない 16. よせばいいのに 17. 彼 18. めぐり逢い 19. 陽はまた昇る 20. いつからか 21. 朝が来たら 22. 愛する人もなく | 紙ジャケCD | SHOWBOAT SWAX-1037C                      |
| 2015年12月15日 | ゆかりのグレイテスト・ヒッツ 1973-1977 デノン／コロムビア時代シングル集第2弾 1. わかれの詩 2. そして今は幸福 3. 或る手紙 4. 風が吹く道 5. あのひと 6. それから二人は 7. 季節風 8. 暑中見舞 9. 深夜放送 10. お帰りなさい 11. わたし女ですもの 12. ゆうべ 13. わかれ雪 14. 春を待ちます 15. 悲しみの出発 16. 星空の浜辺 17. 逢いびき 18. 愛はなぜ終る 19. かわいた女に雨が降る 20. 女ひとり 21. ロマンチスト 22. プレイボーイ・マガジン | 紙ジャケCD | SHOWBOAT SWAX-1038                       |
| 2019年6月20日  | ゆかりのグレイテスト・ヒッツ 1973-1977 デノン／コロムビア時代シングル集第2弾 1. わかれの詩 2. そして今は幸福 3. 或る手紙 4. 風が吹く道 5. あのひと 6. それから二人は 7. 季節風 8. 暑中見舞 9. 深夜放送 10. お帰りなさい 11. わたし女ですもの 12. ゆうべ 13. わかれ雪 14. 春を待ちます 15. 悲しみの出発 16. 星空の浜辺 17. 逢いびき 18. 愛はなぜ終る 19. かわいた女に雨が降る 20. 女ひとり 21. ロマンチスト 22. プレイボーイ・マガジン | 紙ジャケCD | SHOWBOAT SWAX-1038A                      |
| 2024年8月25日  | ゆかりのグレイテスト・ヒッツ 1973-1977 デノン／コロムビア時代シングル集第2弾 1. わかれの詩 2. そして今は幸福 3. 或る手紙 4. 風が吹く道 5. あのひと 6. それから二人は 7. 季節風 8. 暑中見舞 9. 深夜放送 10. お帰りなさい 11. わたし女ですもの 12. ゆうべ 13. わかれ雪 14. 春を待ちます 15. 悲しみの出発 16. 星空の浜辺 17. 逢いびき 18. 愛はなぜ終る 19. かわいた女に雨が降る 20. 女ひとり 21. ロマンチスト 22. プレイボーイ・マガジン | 紙ジャケCD | SHOWBOAT SWAX-1038C                      |
| 2022年11月10日 | POPS QUEEN ※ 6枚組のオールタイム・シングル・コレクション ※ 大ヒットした「小指の想い出」「恋のしずく」は収録されていない | CD         | ソニー・ミュージックレーベルズ DYCS-1243 |

### タイアップ曲
| 年     | 楽曲               | タイアップ                              |
| ------ | ------------------ | --------------------------------------- |
| 1965年 | おしゃべりな真珠   | 映画『おしゃべりな真珠』主題歌          |
| 1969年 | 愛するあした       | 映画『愛するあした』主題歌              |
| 1970年 | 瞳の中から         | NTV系ドラマ『うちのおとうさん』主題歌   |
| 1978年 | あなたの隣りに     | 味の素『クノールスープ』CMソング        |
| 1979年 | エンドレス         | 『トヨタ・カリーナ』CMソング            |
| 1979年 | めぐり逢いゆれて…  | TBS系ドラマ『幻の花嫁』主題歌           |
| 1981年 | 強がり             | TBS系ドラマ『もういちど春』主題歌       |
| 1992年 | あなたのすべてを   | 『三井不動産』CMソング                  |
| 1993年 | 明日、めぐり逢い   | TBS系『女と男 聞けば聞くほど…』EDテーマ |
| 1994年 | 心に愛を瞳に夢を   | 味の素『ほんだし』CMソング              |
| 1997年 | このまま覚めないで | NHK-BS2『BSジャズ喫茶』EDテーマ         |

### NHKみんなのうた
※▲はラジオのみの放送。
| 放送期間                     | 放送曲                     | コーラス         | 再放送                                                       | 収録作品                                                                                  |
| ---------------------------- | -------------------------- | ---------------- | ------------------------------------------------------------ | ----------------------------------------------------------------------------------------- |
| 1967年（昭和42年）6月 - 7月  | 街                         | ひばり児童合唱団 | （なし）                                                     | （なし）                                                                                  |
| 1990年（平成2年）10月 - 11月 | ママのイヤリング           | （なし）         | 1992年（平成4年）10月 - 11月▲ 2013年（平成25年）10月 - 11月▲ | NHKみんなのうた DVD-BOX 第10集 NHKみんなのうた 50 アニバーサリー・ベスト 〜大きな古時計〜 |
| 2003年（平成15年）8月 - 9月  | ハワイアン・ロックンロール | （なし）         | 2017年（平成29年）8月 - 9月                                  | GOLDEN☆BEST 伊東ゆかり                                                                    |

## 出演

### テレビ番組
- 森永スパーク・ショー（フジテレビ）
- 若い季節（NHK総合）
- 歌の祭典（NHK総合）
- サウンド・イン"S"（TBS）
- あなた出番です!（日本テレビ）
- 歌え!一億（フジテレビ）
- 午後は○○おもいッきりテレビ（日本テレビ）
- 徹子の部屋（テレビ朝日）2025年2月24日

### ラジオ番組
- 伊東ゆかりの君住む街で（TBSラジオ）

### ドラマ
- てなもんや三度笠（1962年 - 1968年、朝日放送）
- チャコちゃん社長（1964年、TBS）※この作品で17歳ながら母親役を演じた。
- あしたの家族（1965年、NHK総合）
- S・Hは恋のイニシァル（1969年、TBS）
- もういちど春（1981年、TBS）
- 土曜ワイド劇場「美しい人妻・六年目の殺意」（1985年、テレビ朝日）
- 時にはいっしょに（1986年、フジテレビ）
- 派閥抗争殺人事件（1987年、関西テレビ）主演
- 乱歩賞作家サスペンス「美談の裏側」（1989年、関西テレビ）
- 愛はどうだ（1992年、TBS） - 大橋真澄 役
- 連続テレビ小説（NHK総合)
  - ひらり（1992年 - 1993年） - 藪沢ゆき子 役
  - おひさま（2011年） - 倉田杏子 役
- いつも心に太陽を（1994年、TBS）
- 物書同心いねむり紋蔵 第12話「物の怪!?母の心子知らず」（1998年、NHK総合)
- みのもんたの人生相談デカ 〜おもいッきりテレビ殺人事件〜 （2002年、日本テレビ）
- 女と愛とミステリー「捜査一課長・神崎省吾」『椿の入れ墨をした女』（2004年、テレビ東京・BSジャパン） - 神崎園子 役[10]
- 火曜サスペンス劇場「警部補 佃次郎20 望郷」 （2005年、日本テレビ）

ほか

### 映画
- 若い仲間たち うちら祇園の舞妓はん（1963年、東宝）
- ミスター・ジャイアンツ 勝利の旗（1964年、東宝）
- 逢いたくて逢いたくて（1966年、日活）
- 幕末てなもんや大騒動（1967年、東宝）
- 愛するあした（1969年、芸映プロ・日活） - 水沢洋子 役

主演。ボサノヴァ調の同名主題歌は、シングル「愛して愛して」のカップリング曲として発売されており、和製ソフトロックの人気曲のひとつとなっている。
- 僕達急行 A列車で行こう（2012年、東映） - 大空ふらの 役

ほか

### CM
- サンシルク シャンプー
- NTTドコモ
- ネスレ ブライト

### NHK紅白歌合戦出場歴
| 年度/放送回 | 回 | 曲目                       | 出演順 | 対戦相手                 | 備考                           |
| --- | -- | -------------------------- | ------ | ------------------------ | ------------------------------ |
| 1963年（昭和38年）/第14回 | 1  | キューティ・パイ・メドレー | 24/25  | 植木等                   | 中尾ミエ、園まりと出演。トリ前 |
| 1964年（昭和39年）/第15回 | 2  | 夢みる想い                 | 03/25  | 芦野宏                   | 中尾ミエ、園まりと出演。       |
| 1965年（昭和40年）/第16回 | 3  | 恋する瞳                   | 11/25  | 三田明                   |                                |
| 1966年（昭和41年）/第17回 | 4  | 愛は限りなく               | 19/25  | デューク・エイセス       |                                |
| 1967年（昭和42年）/第18回 | 5  | 小指の想い出               | 10/23  | 菅原洋一                 |                                |
| 1968年（昭和43年）/第19回 | 6  | 恋のしずく                 | 08/23  | 鶴岡雅義と東京ロマンチカ |                                |
| 1969年（昭和44年）/第20回 | 7  | 宿命の祈り                 | 09/23  | 菅原洋一(2)              | 紅組司会も兼任                 |
| 1970年（昭和45年）/第21回 | 8  | さすらい                   | 22/24  | 菅原洋一(3)              |                                |
| 1971年（昭和46年）/第22回 | 9  | 誰も知らない               | 15/25  | アイ・ジョージ           |                                |
| 1975年（昭和50年）/第26回 | 10 | わたし女ですもの           | 13/23  | 菅原洋一(4)              | 4年ぶりに復帰出場              |
| 1992年（平成4年） /第43回 | 11 | ボーイ・ハント             | 07/28  | 舟木一夫                 | 17年ぶりに復帰出場             |
| 注意点 - 対戦相手の歌手名の()内の数字はその歌手との対戦回数、備考のトリ等の次にある()はトリ等を務めた回数を表す。 - 出演順は「（出演順）／（出場者数）」で表す。 |    |                            |        |                          |                                |

## 伊東を演じた人物
- 中川翔子（タレント・女優。2017年『植木等とのぼせもん』）